# Vallata dello Stilaro
La vallata dello Stilaro è una valle della Calabria, ai margini delle Serre Calabresi, nella città metropolitana di Reggio Calabria, che prende il nome dalla fiumara Stilaro: qui si trovano i comuni di Bivongi, Pazzano, Stilo e Monasterace.

## Geografia
(Un'escursione in Calabria di Gerhard vom Rath, 1871)

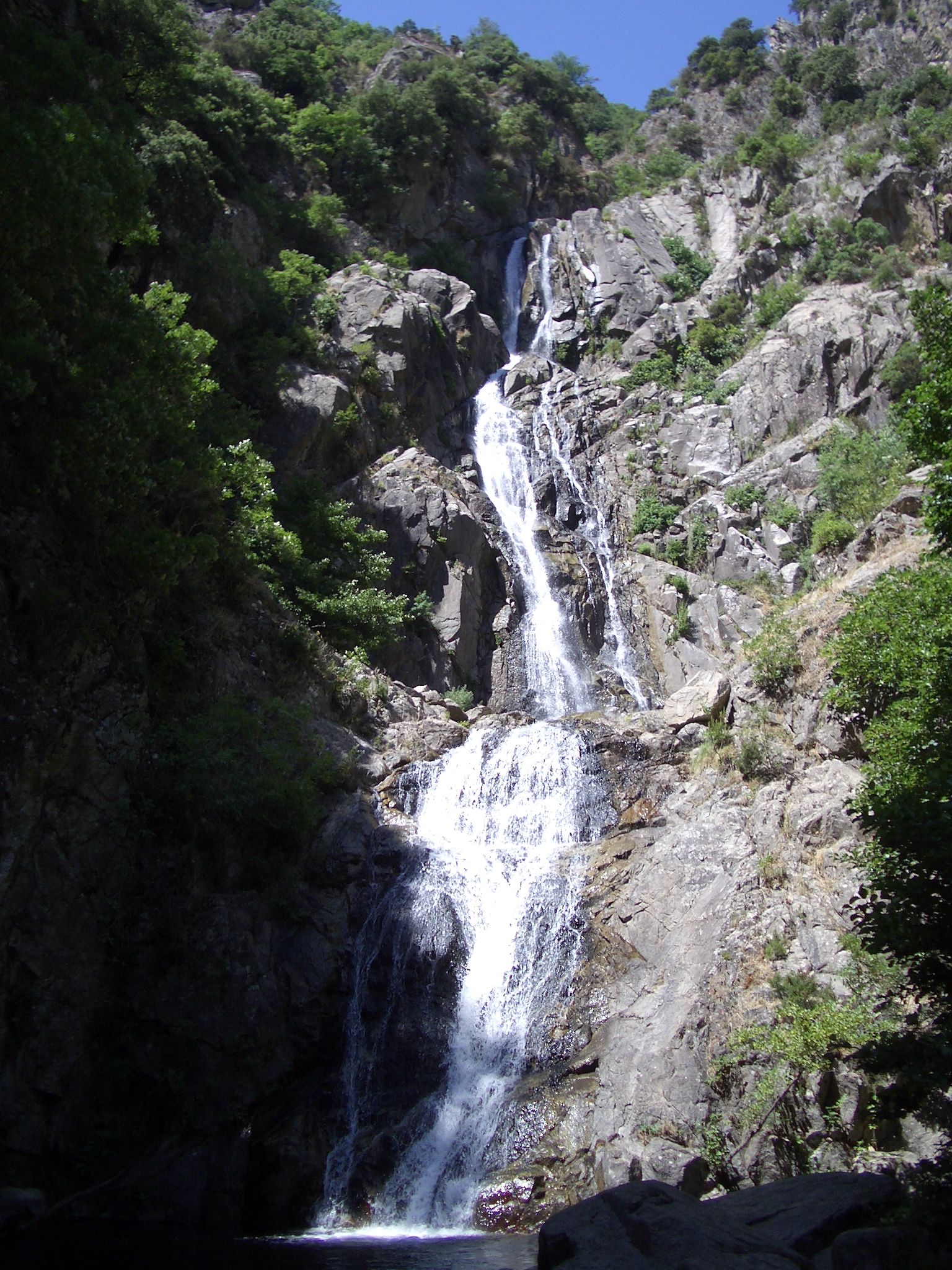
Cascata del Marmarico

Oltre alla fiumara Stilaro sono presenti i suoi affluenti: Folea, Ruggero, Pardalà, Melodare e Celia, il rio Chiesa Vecchia e il rio Freddo e infine il fosso Brunìa e Ianni.
Vi è una forte presenza di lecci, castagni, roveri, ontani ed erica; tra gli alberi c'è anche la roverella, la farnia, l'orniello e il carpino bianco; più scarsa è la presenza di sughera.
Lungo i corsi d'acqua ci sono il pioppo nero, il salicone, l'ontano nero, la tamerice, l'oleandro, le felci regali e le bulbifere.
Tra gli arbusti c'è una forte presenza del corbezzolo, il mirto, il lentisco, la fillirea, la ginestra e il cisto
Nel territorio è ancora presente la faina, la puzzola, la donna, il tasso, la volpe, la lepre, la martora, il gatto selvatico, il riccio e il ghiro.
Nei torrenti si trova la trota fario mediterranea.
Il cielo è invece popolato dall'astore, lo sparviero, il gufo reale, il falco pellegrino e l'allocco.

### Geologia
Dai piedi del monte Consolino fino al mare la stratificazione geologica è composta da un gruppo neozoico, un gruppo cenozoico che comprende il pliocenico, miocenico ed eocenico, il mesozoico, il paleozoico.

### I comuni
In tabella sono riportati abitanti e superficie di ogni paese.
| Stemma | Città       | Popolazione (ab) | Superficie (km2) |
| ------ | ----------- | ---------------- | ---------------- |
|        | Bivongi     | 1440             | 25,3 km²         |
|        | Monasterace | 3541             | 15 km²           |
|        | Pazzano     | 681              | 15 km²           |
|        | Stilo       | 2739             | 78,49 km²        |

## Storia

### Età della Pietra e dei Metalli
L'area di Stilo risulta frequentata sin dal Paleolitico medio per poi proseguire nel Neolitico.
Anche nell'età dei metalli risultano resti, qualcuno nell'eneolitico mentre almeno 20 siti subcostieri in contrada Napi e Ligghjia di Stilo con ritrovamenti di facies di Messina-Ricadi e Thapsos.
Ad est di Stilo, in contrada Pellicciano-Pubbliche, e a sud nuovamente in contrada Ligghja e Napi ma anche in contrada Franchi sono stati trovati insediamenti alla fine dell'età del Bronzo e del Ferro tra cui le tracce di due necropoli dell'VIII secolo A.C. nell'area Franchi-Bavolungi.

### Età antica

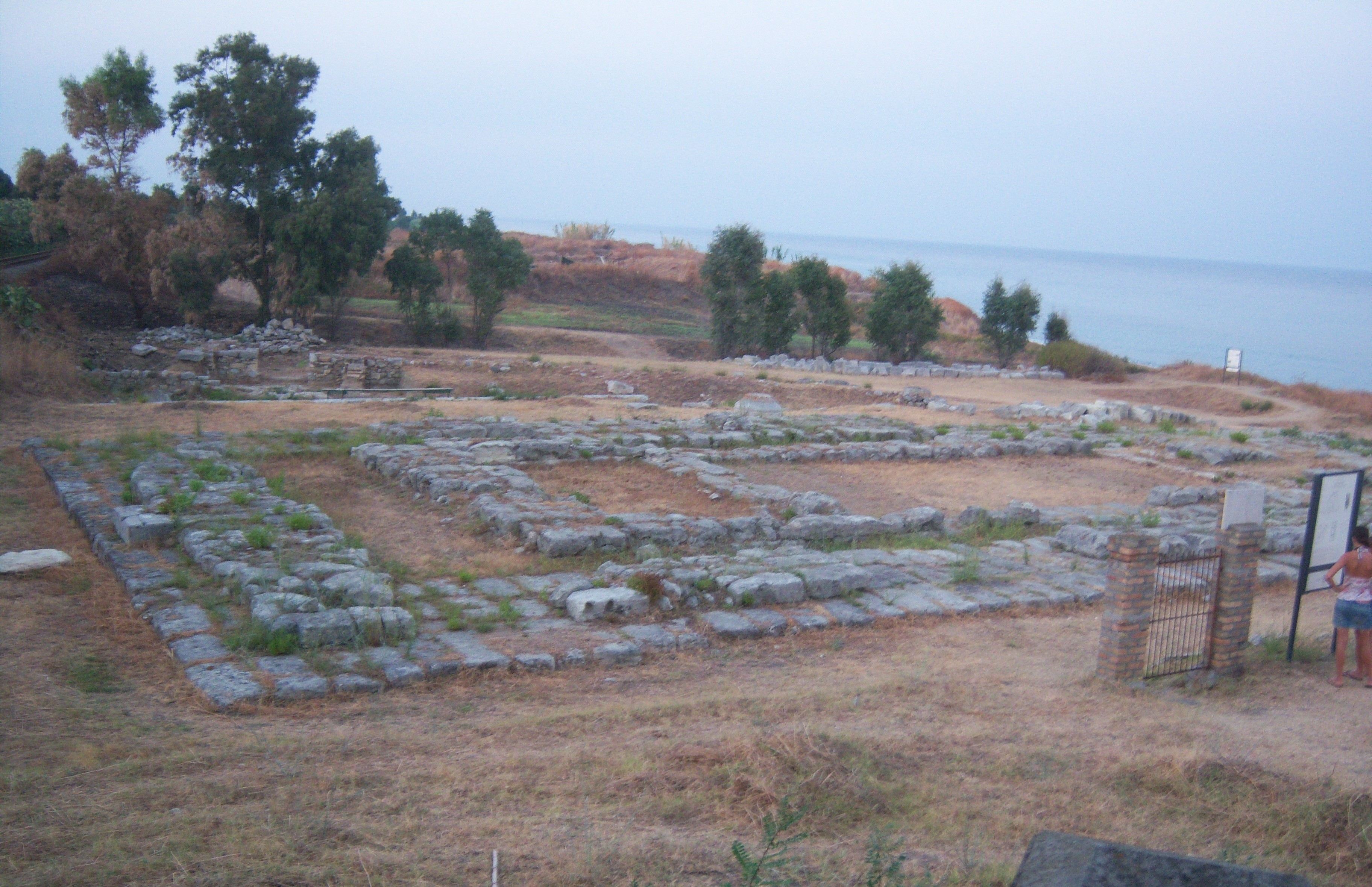
Resti di Kaulon (Monasterace marina)

Le prime testimonianze certe dei primi abitanti greci della vallata dello Stilaro si attestano tra il VIII e il VII secolo a.C. in particolare in contrada Franchi-Bavolungi di Stilo in cui sono stati ritrovati vasi di produzione greca del periodo tardo-geometrico e proto-Corinzio antico, ceramica dell'Eubea, che testimonia anche relazioni con gli abitanti autoctoni.
Successivamente coloni greci insediarono in queste aree siti con funzioni militari ed un santuario.
Alla destra idrografica dello Stilaro sono stati ritrovati presunti resti di almeno 7 fattorie greche risalenti al VII-V secolo A.C.. 
Successivamente fondarono sulla costa dell'attuale Monasterace, presso la foce della fiumara Assi la piccola colonia di Kaulon, si stima di 10.000 abitanti. Essa commerciava con gli indigeni stanziati nell'entroterra che estraevano il minerale. Con l'argento batterono anche moneta come testimoniano alcuni ritrovamenti di resti di edifici per la lavorazione in loco del minerale e di stateri.
Il territorio di Caulonia era ricco di risorse e anche per questo era conteso fra le colonie di Locri e Crotone.
Nella prima metà del IV secolo a.C. lo Stilaro allora chiamato Elleporo fu teatro di un'importante battaglia tra Dionisio I e la Lega italiota formata da alcune città della Magna Grecia con la sconfitta di queste ultime
.
In seguito il territorio fu conquistato dai Romani, i quali sfruttarono intensamente la zona con l'estrazione del rame, istituendo nella vallata una colonia penali per i damnata ad metalla e deforestando la zona per rifornire di legna i cantieri navali. Nei pressi di Kaulon ci sarebbe stata una statio.

### Età medievale

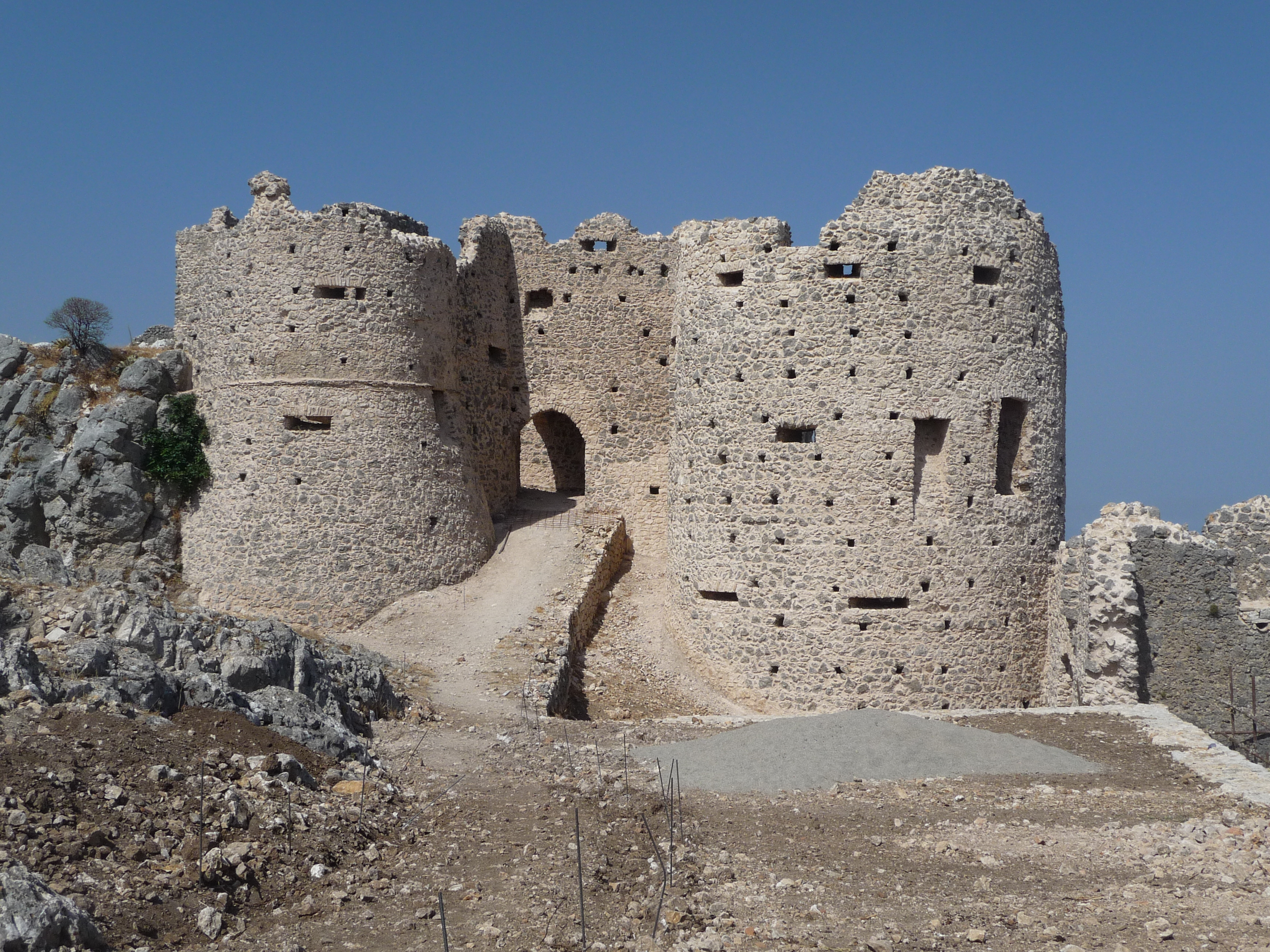
Castello normanno di Ruggero II (Stilo)

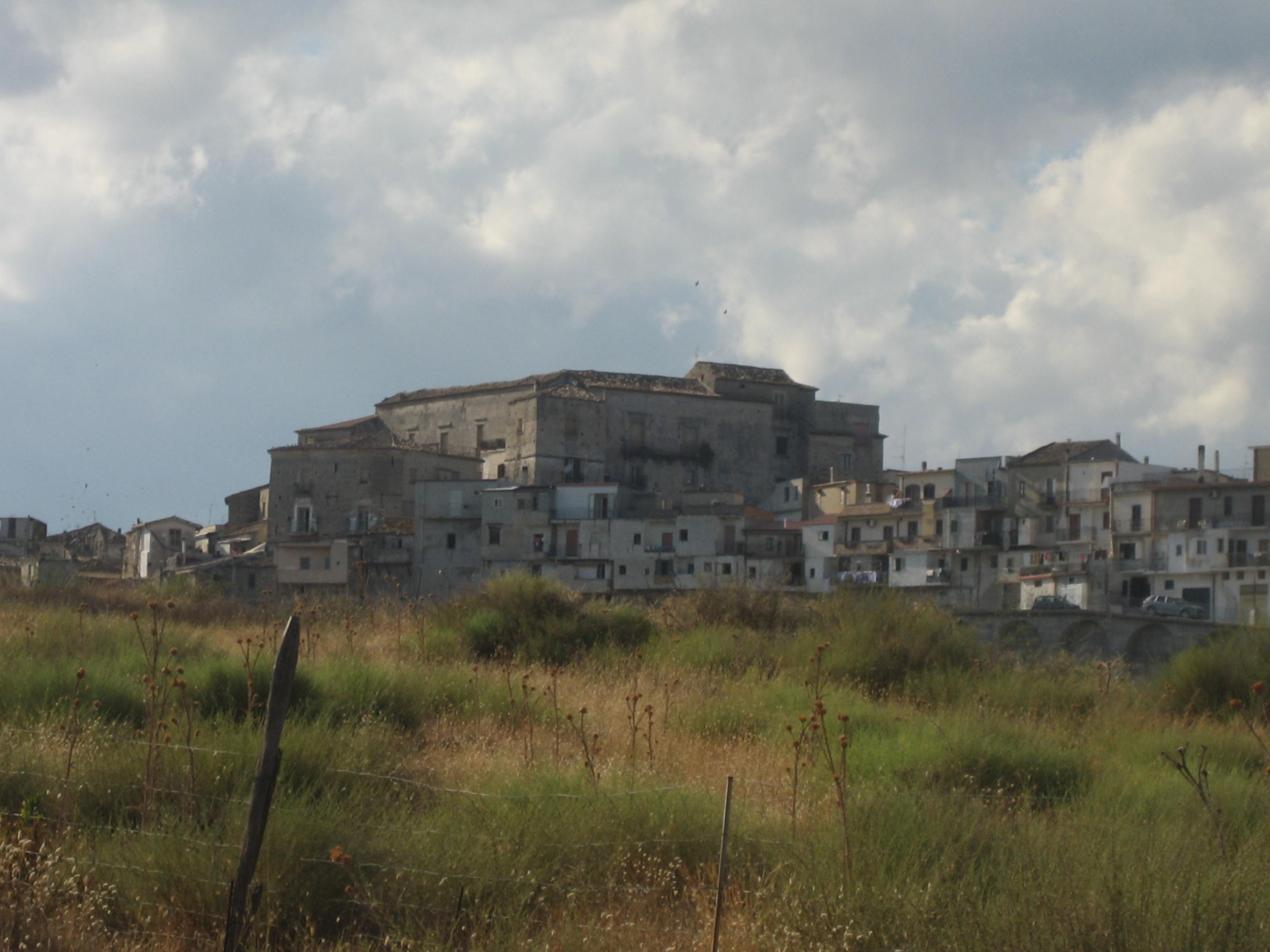
Castello dei cavalieri di Rodi del IX secolo (Monasterace)

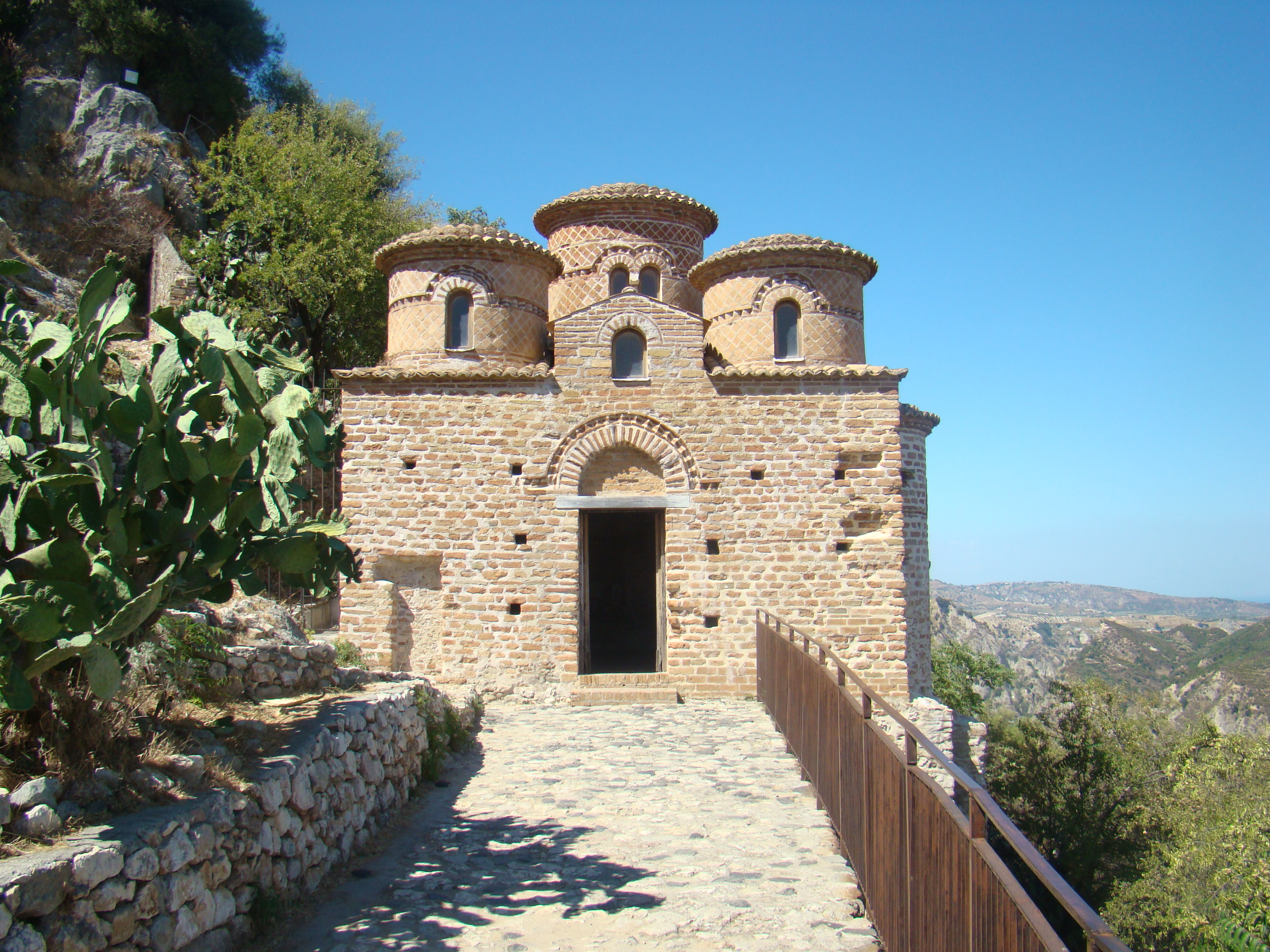
Cattolica di Stilo (IX secolo)

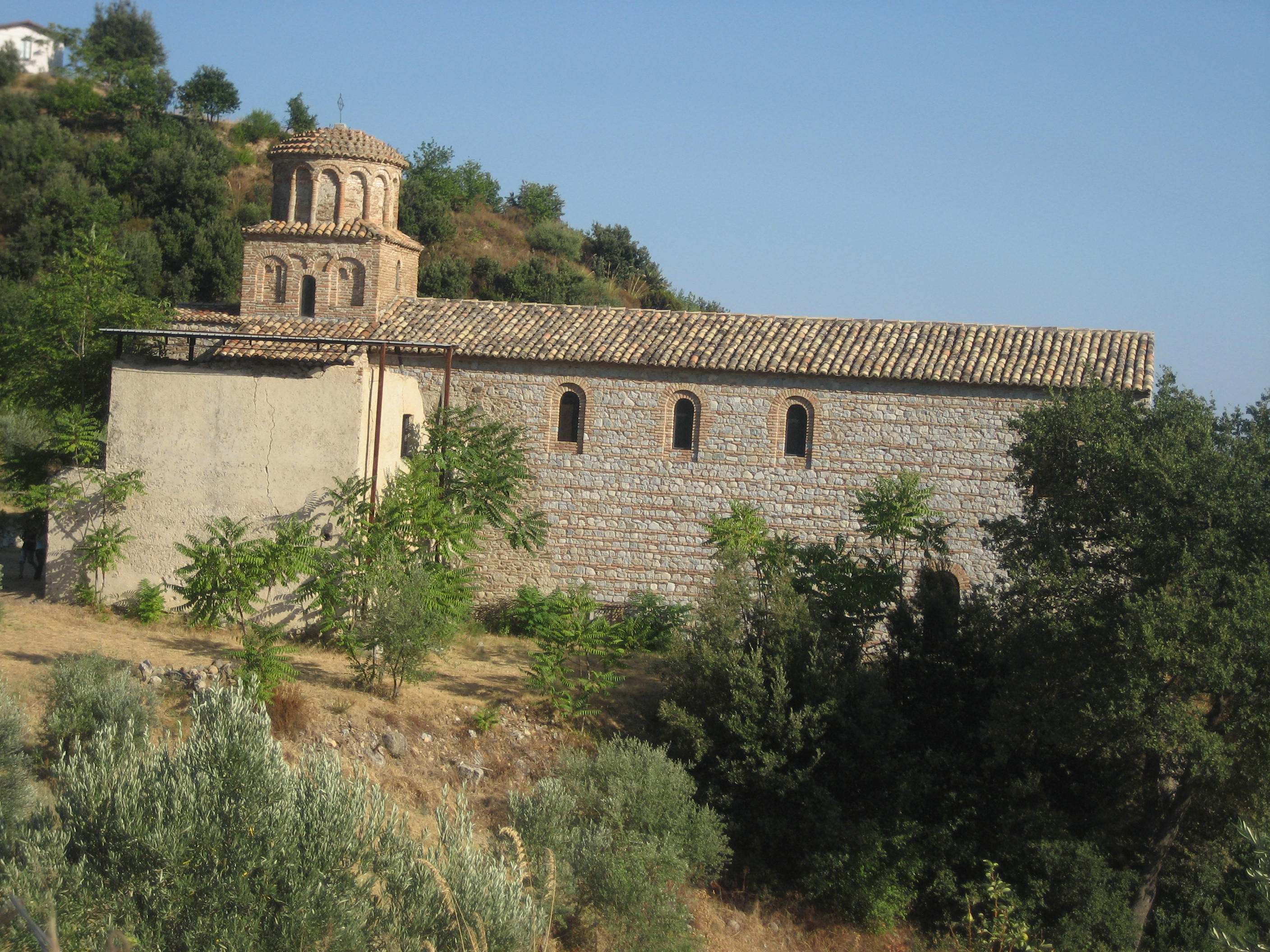
Monastero greco-ortodosso del IX secolo (Bivongi)

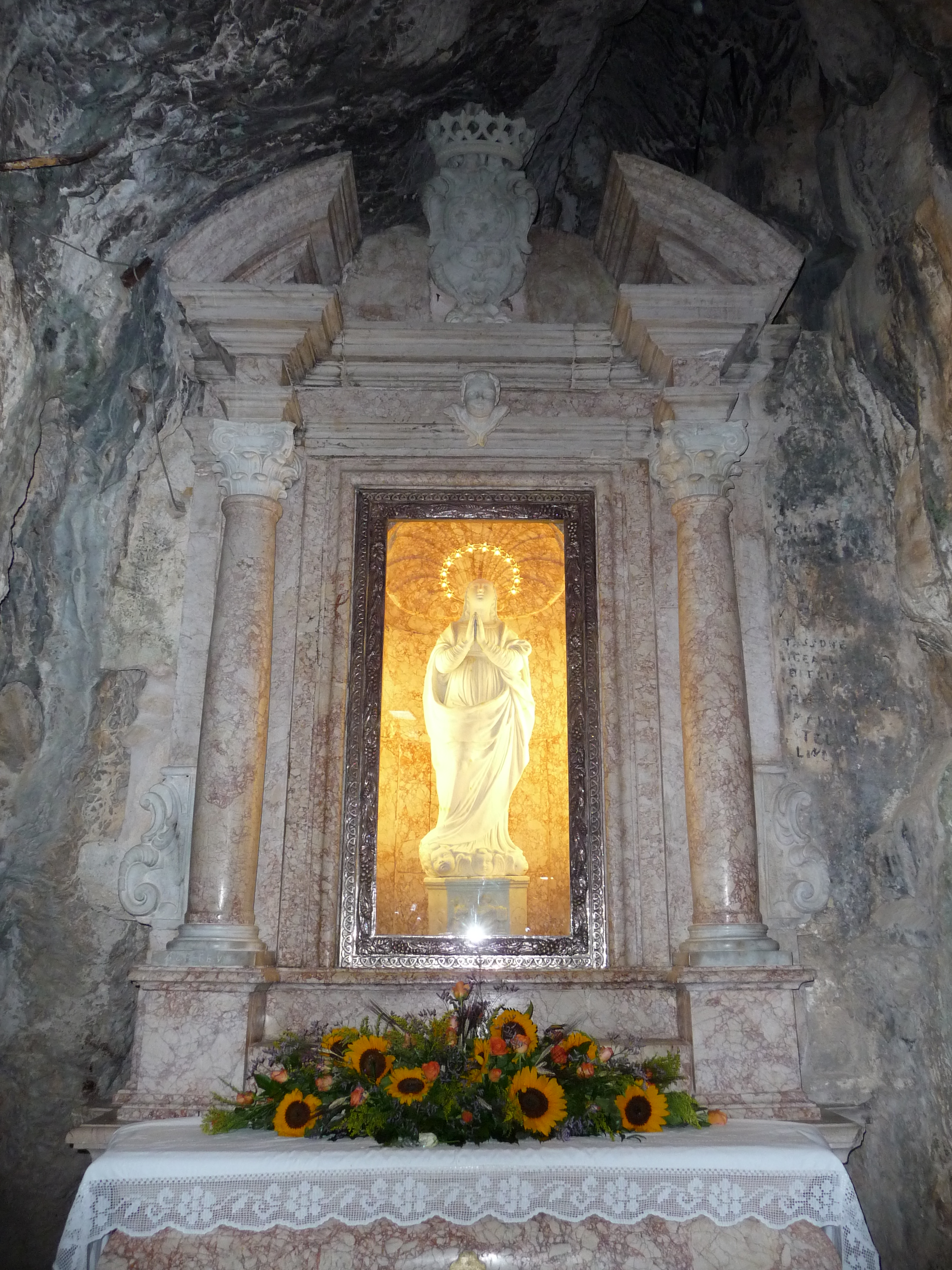
Madonna della Stella (XIV secolo)

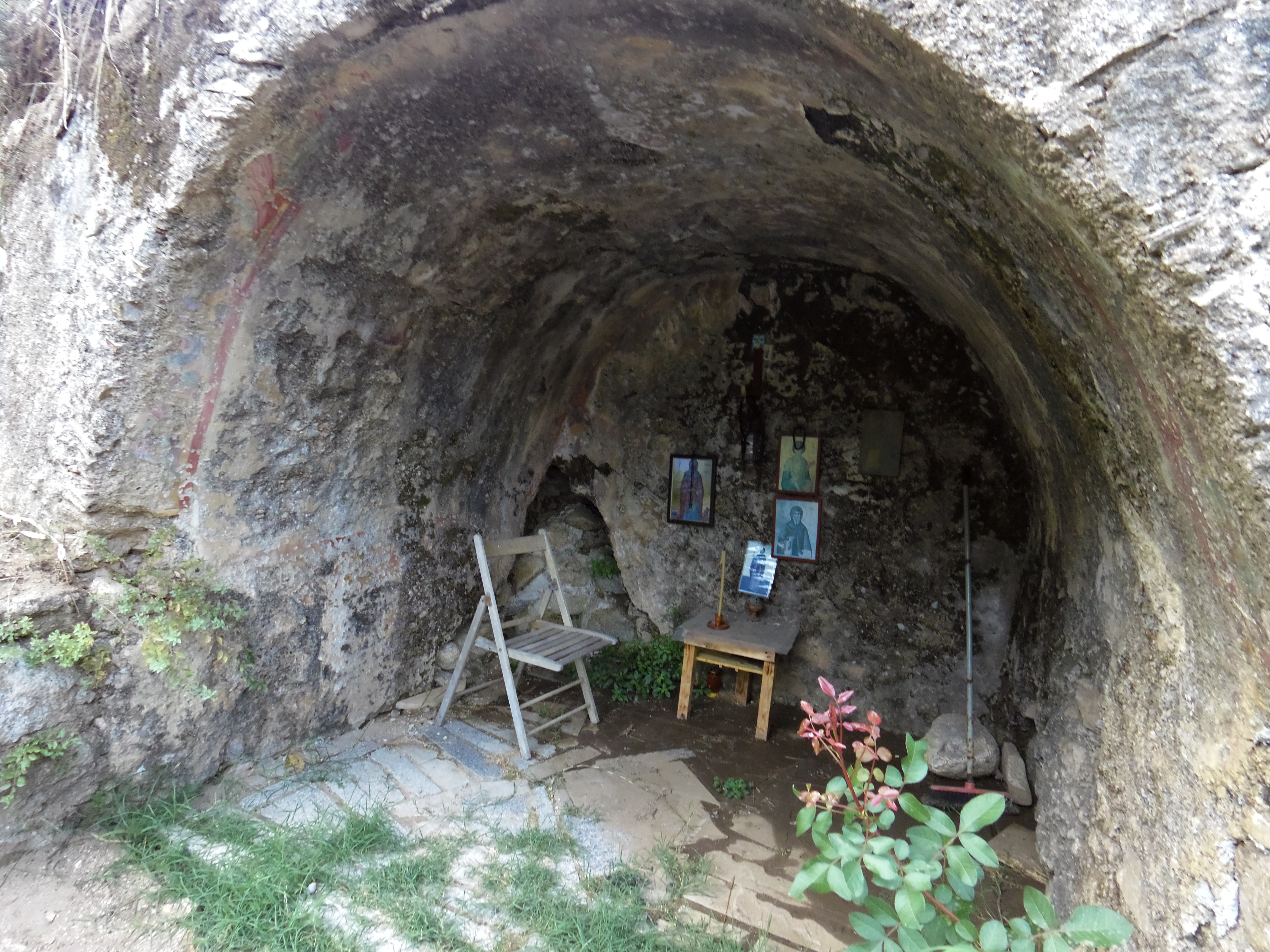
Laura del Santo in contrada San Giovanni Theristis

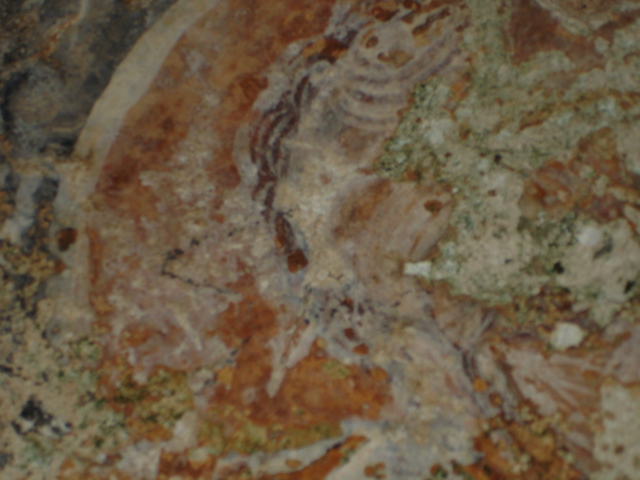
Elemento di affresco nella Laura Sant'Angelo sul monte Consolino

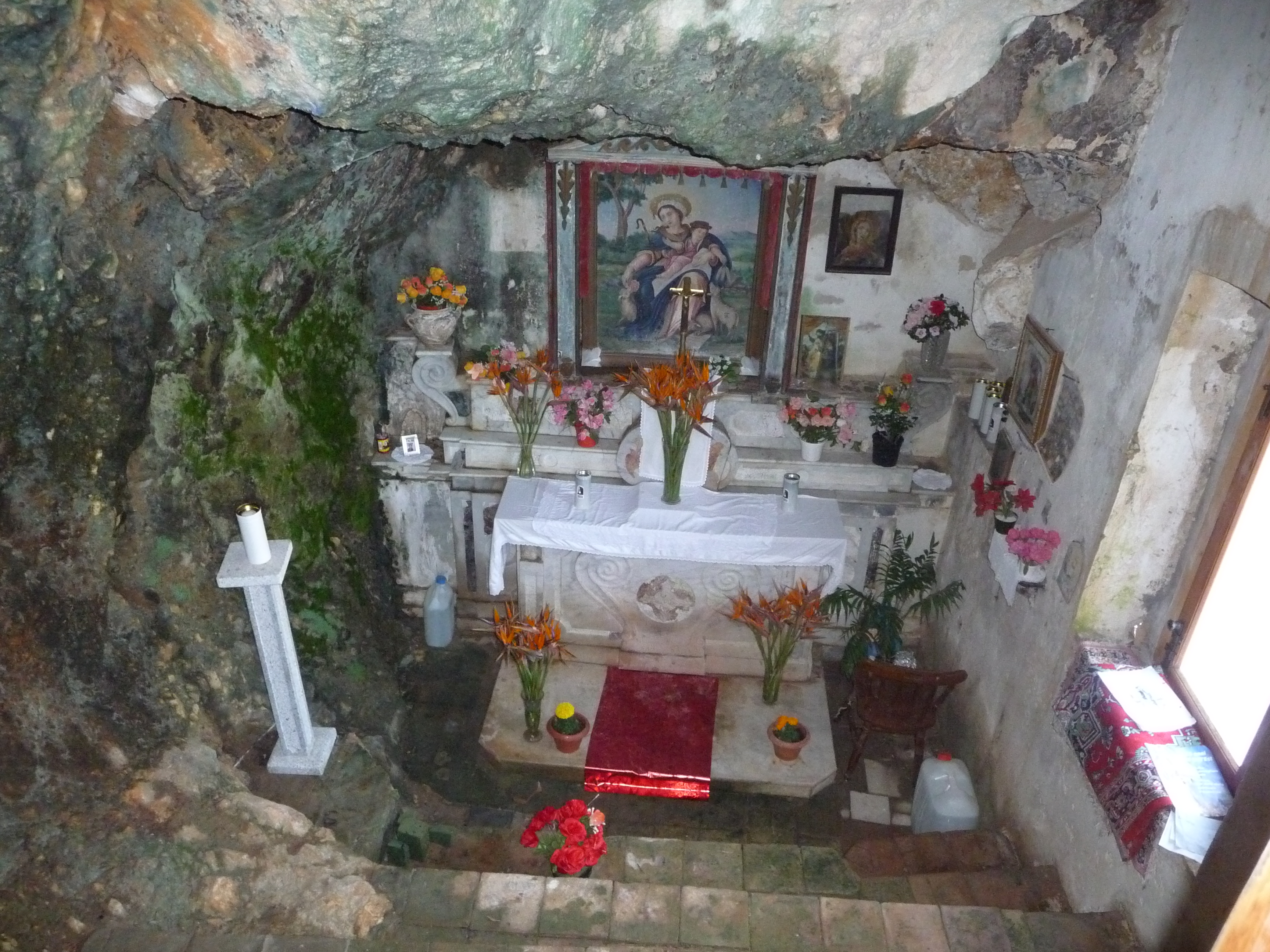
Laura della Divina Pastorella a Stilo

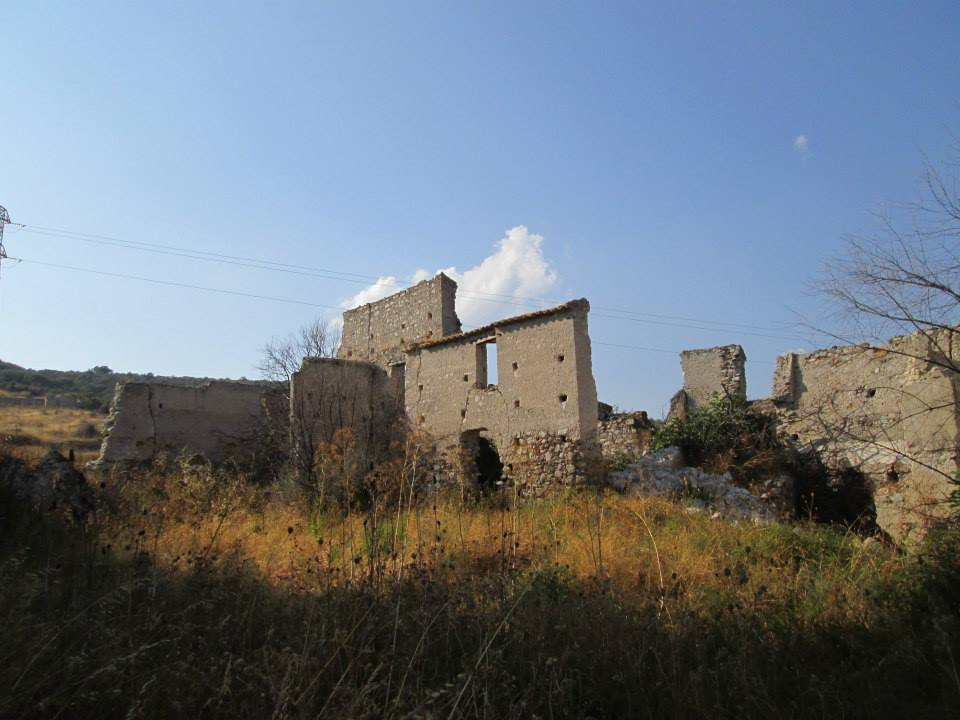
Grangia di San Leonte

Nel X secolo sotto il dominio bizantino c'è una forte crescita economica e demografica che consente la nascita di ben 22 casali con 37 conventi, chiese e laure eremitiche fondate dai monaci greci di San Basilio.
In questo periodo è il casale di Stilo ad avere un ruolo sempre più importante tale da inglobare i casali di Pazzano, Stignano, Guardavalle, Riace e Camini. In questo periodo viene sfruttato l'allevamento del baco da seta insieme alle tradizionali attività di agricoltura e pastorizia, ma anche attività più industriali come quale forno per la calce, 2 forni per il ferro e ben 16 mulini. Si pensa che con la presenza dei normanni vi fossero anche delle attività di siderurgia.
Il 15 luglio del 982 nella vallata si svolge una battaglia tra Ottone II e gli arabo-bizantini, vinta da questi ultimi.
Nell'XI secolo Stilo divenne un possedimento normanno con a capo il nobile locale Costa Peloga, ma gli si ribella nel 1065 e per ben 6 anni resiste agli attacchi normanni. Con i normanni si hanno anche le prime notizie su documenti cartacei della presenza di attività minerarie nel territorio.
Fino al 1094, anno in cui Ruggero II concesse alcune terre demaniali a istituti religiosi, Stilo comprendeva i casali di:
- Agrilla
- Antistilo, scomparso nel 1600
- Arsafia
- Barbarito, scomparso nel 1600
- Baronci
- Bingi, situato di fronte a Bivongi sull'altra sponda dello Stilaro nei pressi del torrente Pardalà, dipendente da Arsafia e scomparso nel 1300
- Bivongi, assegnato nel 1094 alla certosa di Serra San Bruno
- Botteria, distrutto in battaglia nel '700; ne rimangono ancora i ruderi
- Calamiona
- Caldarella
- Camini
- Colicestra
- Cursano, situato alla sinistra dell'Assi tra Stilo e Guardavalle, fu distrutto dai Saraceni nel 986, i ruderi sono visibili ancora nel '700
- Favaco
- Mesa
- Monasterace, casale fino al 1275
- Oliviano, donato alla certosa di Serra San Bruno nel 1094
- Palacorio
- Pazzano, rimase legato a Stilo fino al 1811
- Pellicciano
- Plagia o Plaga
- Rosito, esistente almeno dal 1172, andato in rovina nel XVI secolo
- Rovito
- Sakrai
- Salti
- Sant'Andrea di Pruppà, esistente almeno dal 1094
- San Bartolomeo, andò in rovina nel XVI secolo
- San Leonte, nei pressi di Camini in località Sagghjiuonti nel 1212 Federico II lo donò alla Certosa di Santo Stefano
- San Lorenzo, donato nel 1191 da Tancredi alla Certosa di Santo Stefano
- Troghion o Trogino o Trogion, esistente almeno dal 1054 lungo il torrente Troiano

Sempre in questo periodo era florido il monachesimo bizantino che ha creato 24 chiese, 14 monasteri e 5 laure tra cui:
- Chiesa delle Acque Sante, dipendente dal Monastero di San Leonte
- Chiesa dei Sette Santi Dormienti, abbattuta nel 1922 per la costruzione della strada comunale tra Bivongi e Pazzano
- Chiesa del Divin Salvatore, sorgeva nell'area del Monastero di San Giovanni Therestis a Bivongi
- Chiesa privata di Ruggero Bonello dipendente dal Monastero di Santa Maria di Arsafia ubicata tra Monasterace superiore e lo Stilaro
- Chiesa di Sant'Andrea in contrada Pruppà a Monasterace
- Chiesa di San Fantino a Stilo, secondo un documento del 1050
- Chiesa privata di San Giorgio donata nel 1165 al Monastero di San Giovanni Theristis
- Chiesa di San Giorgio al castello, la chiesa costruita all'interno del castello normanno di Stilo
- Chiesa di San Giovanni il precursore in Contrada Marone a Monasterace
- Chiesa di San Marco Evangelista. Rimangono i resti nei pressi di Monasterace marina
- Chiesa di Santa Maria dei Salti in località Salti nei pressi del torrente Arito a Stilo appartenuta all'Abbazia della SS. ma Trinità di Mileto
- Chiesa di San Nicola dei Salti, di cui è rimasto solo l'oratorio in località Salti a Stilo
- Chiesa di San Pietro dei Salti in località Salti ormai scomparsa
- Chiesa di Santa Maria dello stretto a Stilo alle pendici del Monte Consolino (documento del 1154)
- Chiesa privata di Santa Maria di Cursano in contrada Buttaria nei pressi della fiumara d'Assi a Stilo donata poi nel 1154 al Monastero San Giovanni Therestis
- Chiesa privata di San Procopio Martire donata nel 1140 al monastero di San Giovanni Theristis
- Chiesa matrice di Stilo, i cui resti sono visibili sotto all'attuale Duomo di Stilo
- Monastero dei cavalieri di Malta a Monasterace superiore
- Monastero dei SS. Cosma e Damiano a Stilo lungo il torrente Nipitino
- Chiesa di San Nicola dei Patti in contrada Rosito, secondo gli atti del 1235 e 1245
- Monastero di San Giovanni Theristis fondato da Gerasimus Atulinos nell'XI secolo di cui rimane solo la chiesa del XII secolo
- Monastero di San Leonte fondato nel IX secolo nell'omonima contrada a Stilo, nel 1184 viene ceduto alla Certosa di Santo Stefano del Bosco
- Monastero di Santa Maria della Cattolica (Katholikòn) alle pendici del Monte Consolino, restano solo le tracce degli affreschi
- Monastero di Santa Maria dell'Arsafia nato nel X secolo a Monasterace superiore, nel 1094 fu donato alla Certosa di Santo Stefano del Bosco
- Monastero di Santa Maria di Pellicciano, in contrada Pellicciano a Stilo. Non vi è più traccia
- Monastero di San Nicola a Bivongi in contrada "Acque Calde". Non vi è più traccia.
- Monastero di San Nicola al Limite a Monasterace superiore al confine territoriale tra i monasteri di Santa Maria dell'Arsafia e di San Leonte. Nel 1186 venne donato al Monastero di San Giovanni Theristis
- Grande laura di Stilo, situata sul Monte Consolino nel comune di Stilo
- Laura del Santo, situata a 200 metri dal Monastero di San Giovanni Theristi. Ha tracce di affreschi del XVII secolo.
- Laura della pastorella, situata a Stilo nel versante nord del Monte Consolino e menzionata dal 115. Oggi consacrata come chiesa della Divina Pastorella
- Laura di Sant'Angelo, ubicata sul Monte Consolino e risalente al X secolo, presenta ancora degli affreschi tra cui uno di Gesù Redentore.

### Età moderna

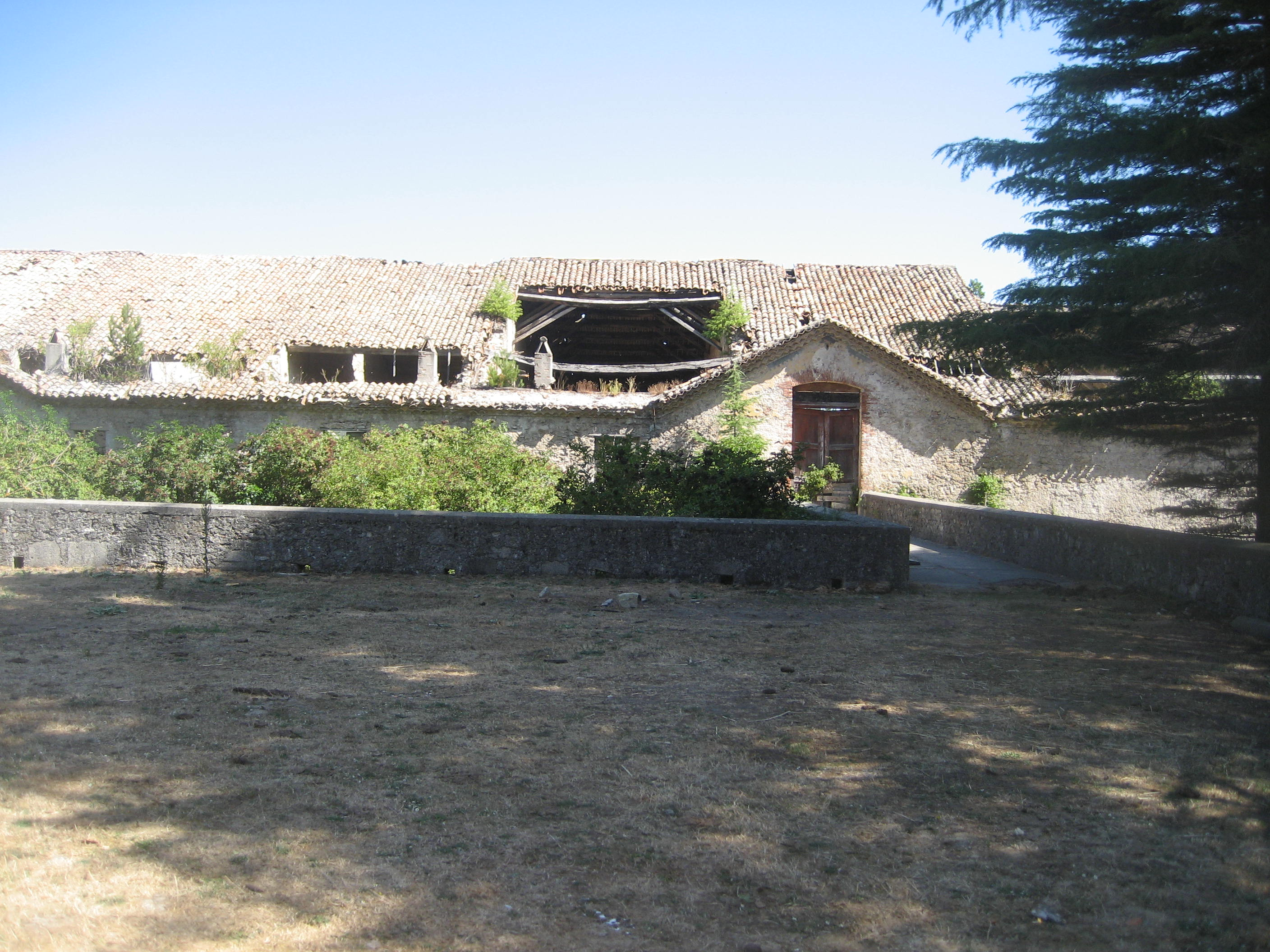
Resti della fonderia di Ferdinandea (Stilo) iniziata a costruire nel 1789 e completata nel 1841

Si attesta la presenza di ferriere sin dal 1516 di proprietà di Carlo V, di cui alcune vengono cedute tra il 1523 e il 1524 con due diplomi al suo scudiero Cesare Fieramosca tra cui le ferriere nel villaggio di Campoli di Caulonia e la ferriera del forno di Bivongi.
Con l'arrivo dei normanni nel periodo medievale avvenne la progressiva cattolicizzazione dell'area come attestato nel 1522 dall'elevazione a santuario dell'eremo di monte Stella e l'introduzione della statua della Madonna.
Nel 1540 Carlo V di Spagna cede molte terre demaniali tra cui quelle di Stilo al marchese Concublet di Arena che riacquisirà solo nel 1658 da Filippo IV.
Nel XVII dovrebbe esser stata creata la laura di Sant'Elia Profeta. Ridotta ad un rudere nel '900, finché non scomparve per creare il nuovo cimitero di Bivongi.
Tra '700 e '800 nasce e si sviluppa una intensa industria siderurgica e di estrazione mineraria nella vallata: il complesso siderurgico dell'Assi, chiamato così dal nome della fiumara dove furono costruiti i primi edifici e che interessò i comuni di Stilo, Pazzano e Bivongi.
Chiusa questa esperienza in sinergia con l'area delle Serre, e in particolare Mongiana nel 1771 nascono le Reali ferriere ed Officine di Mongiana.
Nel 1718 così era ripartita la demografia del Regio Demanio di Stilo e dei suoi casali:
| Paese         | Fuochi | Abitanti (stimati) |
| ------------- | ------ | ------------------ |
| Stilo         | 323    | 1292               |
| Guardavalle   | 356    | 1424               |
| Stignano      | 148    | 592                |
| Pazzano       | 135    | 540                |
| Riace         | 131    | 524                |
| Camini        | 65     | 260                |
| Regio Demanio | 1158   | 4632               |

Nel 1783 la Calabria viene colpita da un terremoto che danneggia anche la vallata dello Stilaro. Dopo il terremoto così era la suddivisione demografica:
| Paese       | Abitanti |
| ----------- | -------- |
| Stilo       | 1804     |
| Bivongi     | 1568     |
| Pazzano     | 950      |
| Monasterace | ?        |

Durante il Regno di Napoli e per tutta la durata del Regno delle Due Sicilie con la legge 132 del 1806 varata l'8 agosto di quell'anno da Giuseppe Bonaparte il Circondario di Stilo facente parte del distretto di Gerace comprendeva i seguenti attuali comuni: Bivongi, Camini, Monasterace, Pazzano, Riace, Stignano e Stilo.
Dal 4 maggio 1811, sotto il dominio francese, per il decreto n. 922 per la nuova circoscrizione delle quattordici province del regno di Napoli, i borghi di Stilo: Camini, Pazzano, Placanica e Riace diventano comuni autonomi facenti parti del Circondario di Stilo, del Distretto di Gerace della Provincia di Calabria Ultra.
Nel 1815 l'indagine demografica rilevava:
| Paese       | Abitanti |
| ----------- | -------- |
| Stilo       | 2015     |
| Bivongi     | 1635     |
| Pazzano     | 1134     |
| Monasterace | 692      |

### Età contemporanea

Carta della vallata dello Stilaro nell'Ottocento

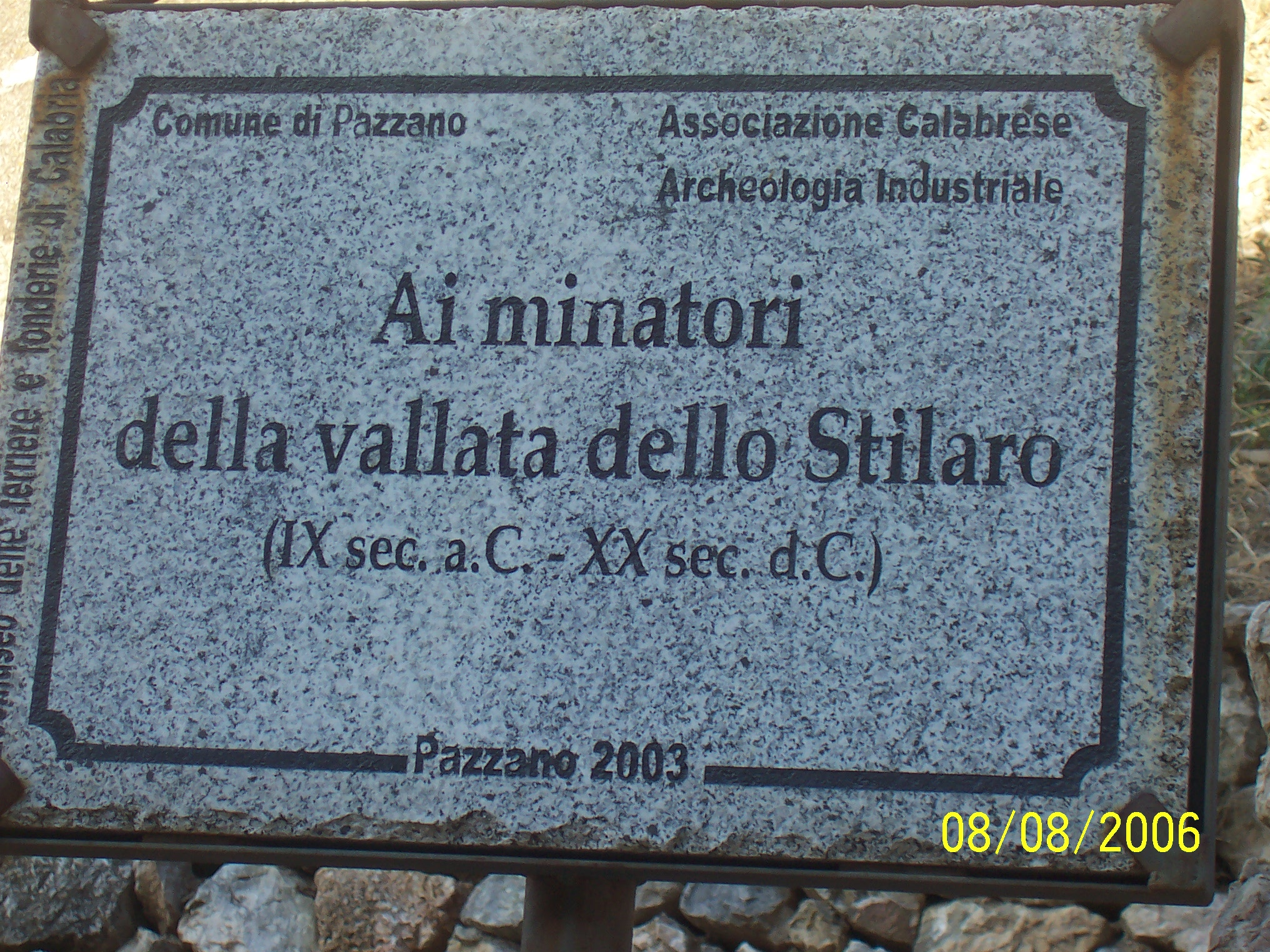
Targa commemorativa

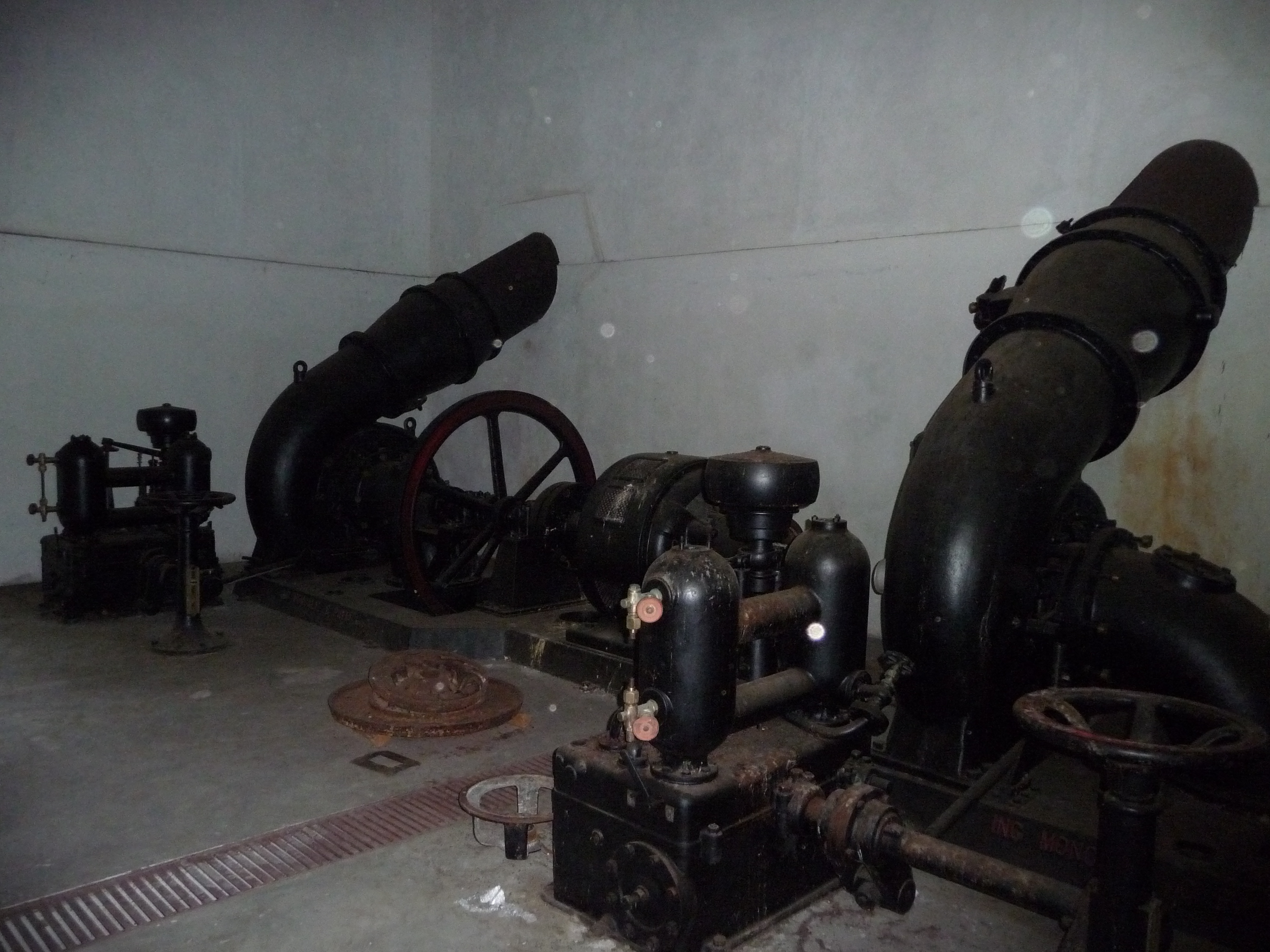
Macchinari della centrale idroelettrica Guida del 1913

Il riordino amministrativo del Decreto Rattazzi emanato nel 1860 per il Regno di Sardegna ed estenso nel 1861 al neonato Regno d'Italia e valido fino al 1927 abolì i distretti e il distretto di Gerace divenne Circondario di Gerace mentre il circondario di Stilo divenne Mandamento X di Stilo, con i seguenti paesi: Bivongi, Camini, Monasterace Pazzano Riace; Stignano e Stilo.
Negli ultimi anni del Regno delle due Sicilie si cominciò a parlare dello sviluppo ferroviario dell'area ma solo nel 1875 furono costruite due tratte da 20 km, la prima tratta nel territorio di Ferdinandea la seconda tra Bordingiano (Stilo) e Monasterace, la teleferica invece fu costruita in località Stazione a Bivongi.
Oggi alcuni dei resti della ferrovia sono nei fondali davanti a Monasterace.
Nel 1881 il polo siderurgico di Mongiana cessa ogni attività.
A fine Ottocento si concludono i lavori per la costruzione di quella che sarà poi denominata strada statale 110 con un costo complessivo di 200.000 ducati
Nel 1923 e nel 1926 vengono costruite nel comune di Bivongi 2 piccole centrali idroelettriche lungo il corso dello Stilaro, che furono chiuse con l'alluvione del 1972.
Anche nella prima metà del Novecento si sfrutteranno le miniere dell'area, Stilo, Pazzano e Placanica per l'estrazione di pirite, argento e molibdeno nel 1916 con l'Ilva e poi fino al 1929 con la Montecatini, anno in cui decise di cessare ogni attività.
Il 9 luglio 1940, la seconda guerra mondiale arrivò vicino alle coste della vallata: a sud est di punta Stilo si svolse tra la marina italiana e la marina britannica la battaglia di Punta Stilo senza vinti e vincitori.
Nel 1951 e nel 1972 la vallata viene colpita da due forti esondazioni dello Stilaro.
Come molti comuni calabresi, anche i comuni della vallata iniziano il loro graduale spopolamento a partire dal boom economico italiano degli anni '60.
Nel 1971 viene istituita la comunità montana Stilaro-Allaro, oggi unita alla comunità della Limina.
Nel 1982 nasce il progetto dell'Associazione calabrese archeologia industriale (ACAI): Ecomuseo delle ferriere e fonderie di Calabria con lo scopo della ricerca, dello studio, della salvaguardia e promozione culturale del patrimonio dell'archeologia industriale calabrese, e in particolare di quello esistente nella vallata dello Stilaro.
Nel 2012 viene annunciata la scoperta di un presunto insediamento paleolitico in località Boario (Stilo).

## Economia

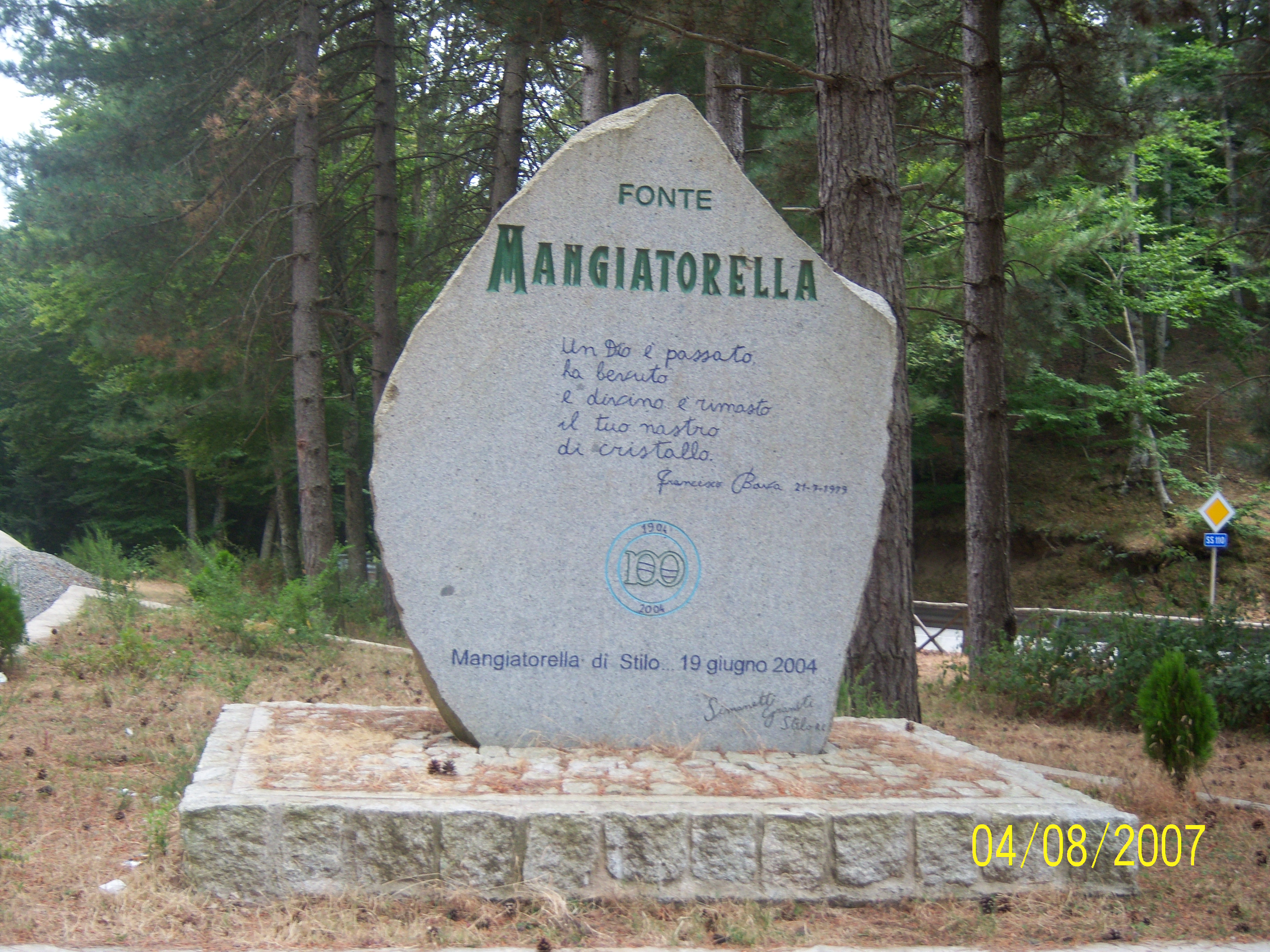
Mangiatorella

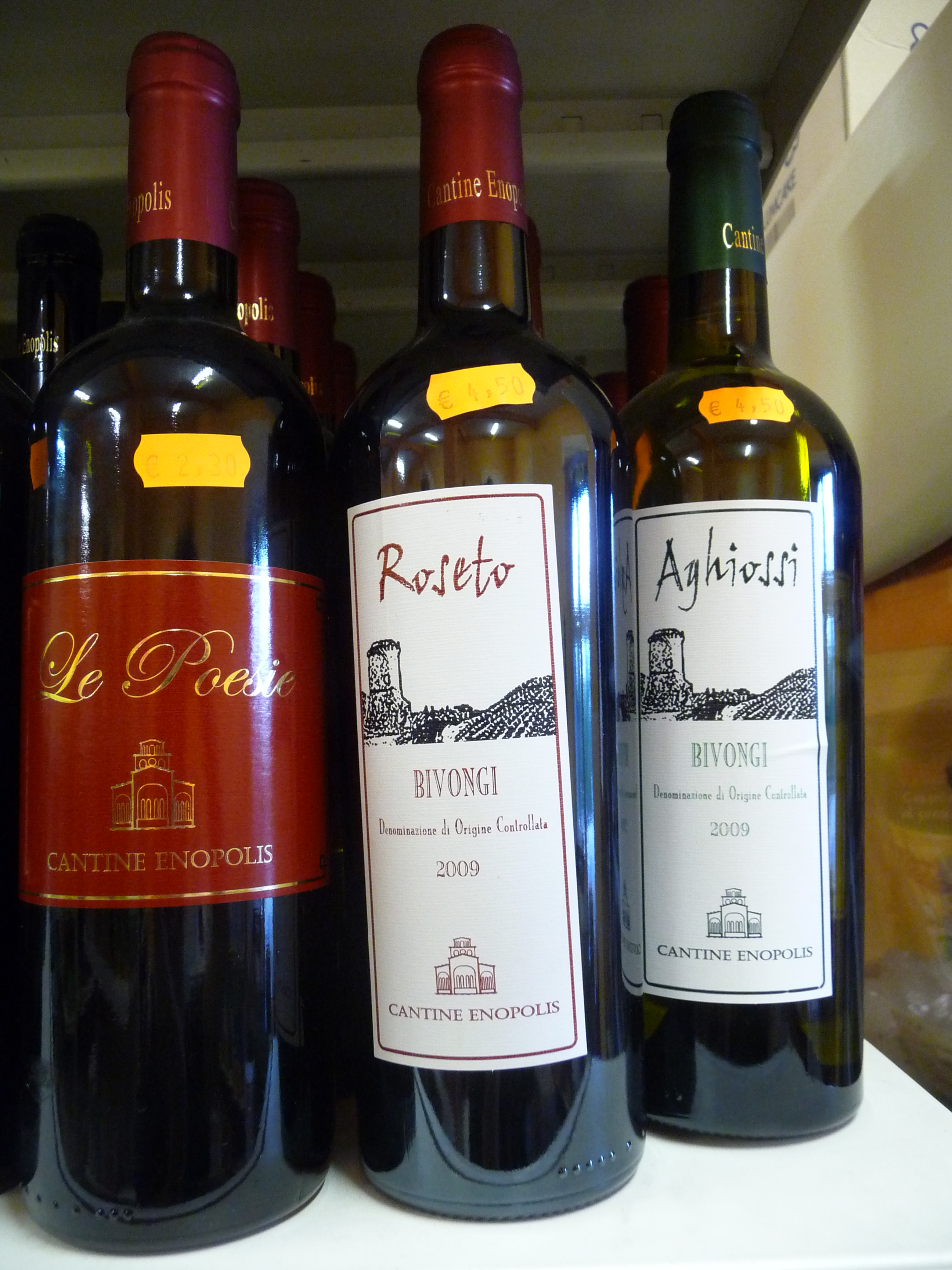
Bivongi DOC

La storia dell'area è molto legata all'estrazione dei minerali ferrosi e fin dall'età antica per la presenza di argento.
Nascono nell'area ben due poli siderurgici: il complesso siderurgico dell'Assi nel XVIII e il polo siderurgico di Mongiana nel XIX secolo. Furono costruite una fabbrica di cannoni (Pazzano) e una fornace (Stilo) nel '700 e nel 1875 due brevi tratti ferroviari e una teleferica per il trasporto del minerale verso l'area costiera dove fu anche costruito un piccolo porticciolo nel comune di Monasterace.
Oggi, l'economia è prettamente agricola: è forte la produzione di olio d'oliva (Due frantoi attualmente attivi) e la coltivazione di alberi da frutta. Nell'area si produce anche il vino DOC di Bivongi. È presente anche la pastorizia con la produzione del Pecorino della Vallata Stilaro-Allaro e la produzione di miele.
Industrialmente è presente la società imbottigliatrice d'acqua Mangiatorella e la società di trasporti Sabatino con sede a Stilo.
Nel settore turistico dell'area costiera sono presenti lidi e camping.
Nel settore turistico presenta come strutture ricettive alcuni Bed & Breakfast, un hotel, e delle strutture per il campeggio, risulta ormai da 10 anni abbandonato l'ostello di Monte Stella, culturalmente oltre all'Ecomuseo delle ferriere e fonderie di Calabria, esiste il Museo di monasterace con il parco archeologico di Kaulon.

## Trasporti e vie di comunicazione

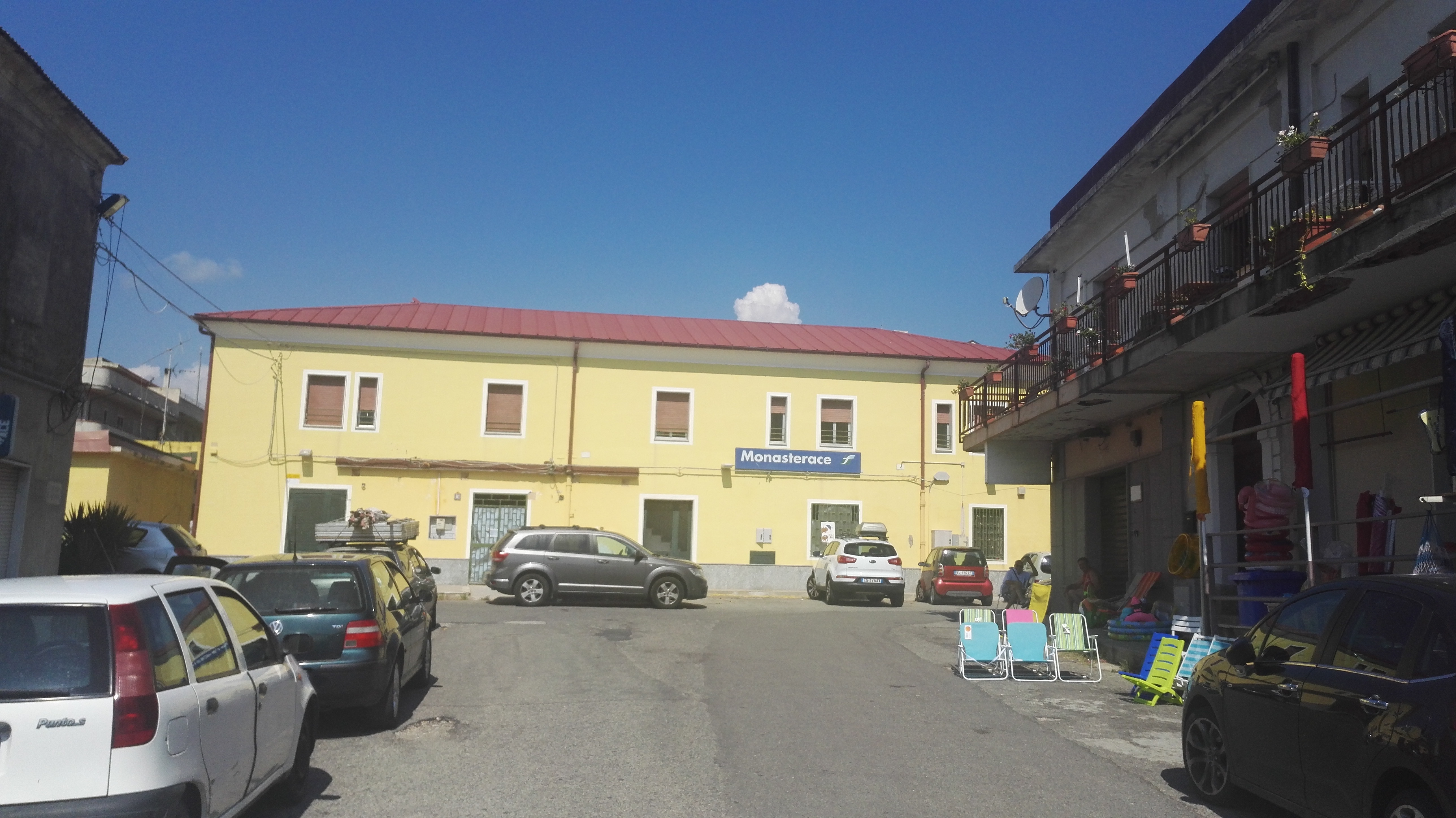
Stazione di Monasterace

La vallata è attraversata da due direttrici principali: la strada statale 106 lungo la costa che attraversa le frazioni di Monasterace Marina di Monasterace e Caldarella di Stilo, e la ex strada statale 110, ora SP9 che parte da Monasterace Marina e attraversa i comuni di Stilo e Pazzano che collega con Serra San Bruno e l'area montana calabrese.

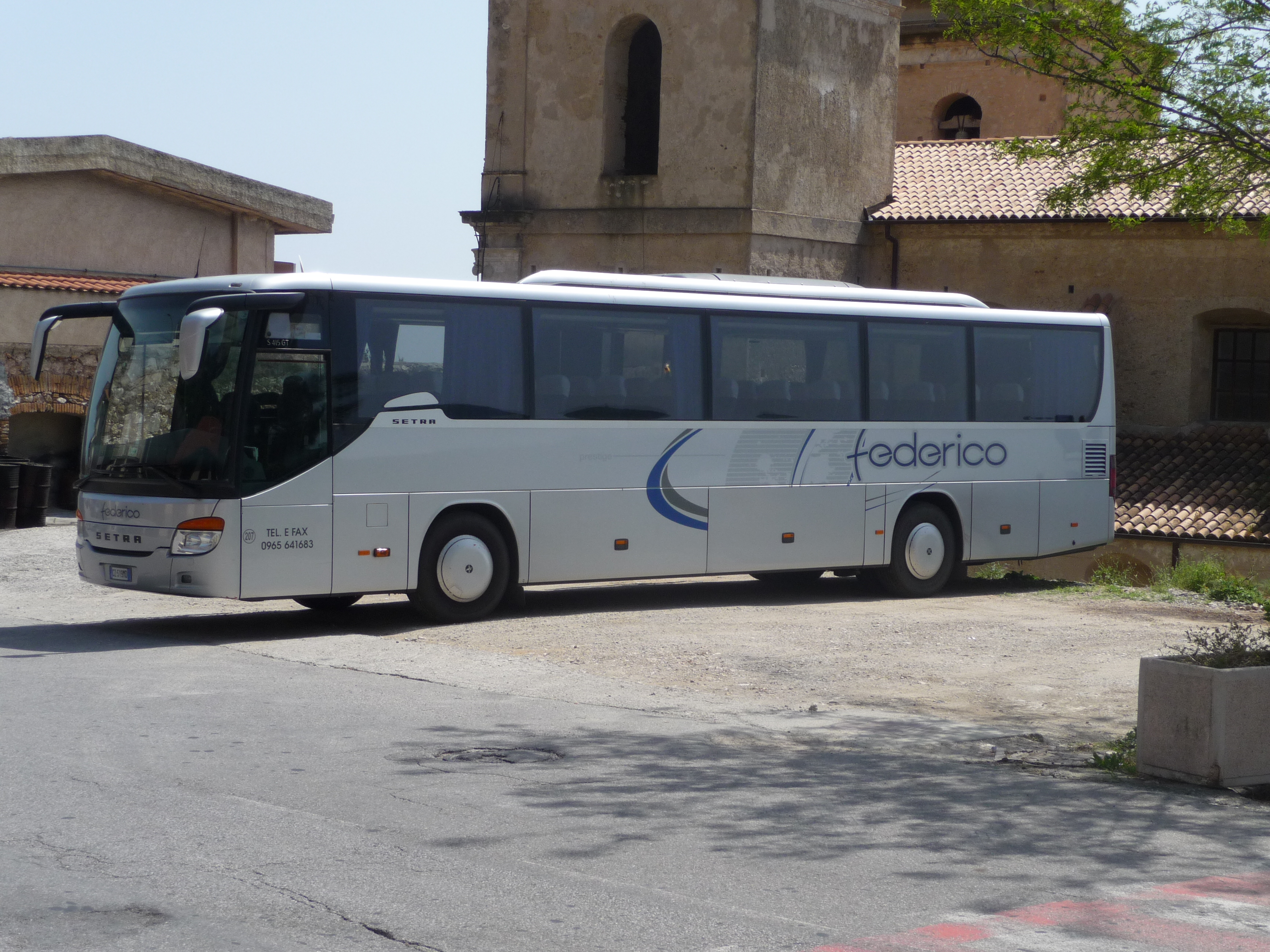
Autobus dell'azienda di trasporti Federico parcheggiato a Stilo

Le strade provinciali sono: la SP95 che collega la SP9 con Bivongi e Pazzano; la SP96 che collega Camini con la SP9; la SP98 che collega Pazzano con Stignano.
I comuni di Pazzano, Bivongi, Stilo e Monasterace sono serviti dall'azienda di trasporti Federico con la linea di autobus Mangiatorella - Locri e la linea Reggio Calabria - Catanzaro.
Quest'ultimo è servito anche dalla linea Locri, Catanzaro e Germaneto.
Lungo l'area costiera passa anche la Ferrovia Jonica con fermata nella stazione di Monasterace-Stilo.

## Cultura
Per quanto riguarda i paesi interni è nato nel 1982 il progetto Ecomuseo delle ferriere e fonderie di Calabria per la valorizzazione turistica e culturale del passato industriale della vallata e dell'area delle Serre, adiacenti. A livello culturale, oltre ai luoghi di interesse del passato bizantino è presente il piccolo museo archeologico di Monasterace Marina ed il Museo d'arte contemporanea - AM international / Fondazione Elio Furina di Bivongi http://www.aminternational.it, mentre è in via di completamento il museo minerario di Pazzano.

### Comunità montana e ecomuseo delle ferriere e fonderie
Sono presente attivamente sul territorio sia la comunità montana Stilaro Allaro che l'Ecomuseo delle ferriere e fonderie di Calabria che preservano la grande ricchezza culturale, naturale e artistica del luogo.

### Feste e manifestazioni
La vallata dello Stilaro ha una grande tradizione religiosa che si rispecchia nelle sue numerose feste tra cui la Festa di Maria SS. Mamma Nostra di Bivongi, la festa del Santissimo Salvatore a Pazzano, festa dei santi medici Cosma e Damiano a Riace e l'anniversario della prima apparizione della Madonna dello scoglio.
Manifestazioni di cultura tradizionale sono la rievocazione storica del palio di Ribusa di Stilo, la festa della Badia di Bivongi.

### Cucina

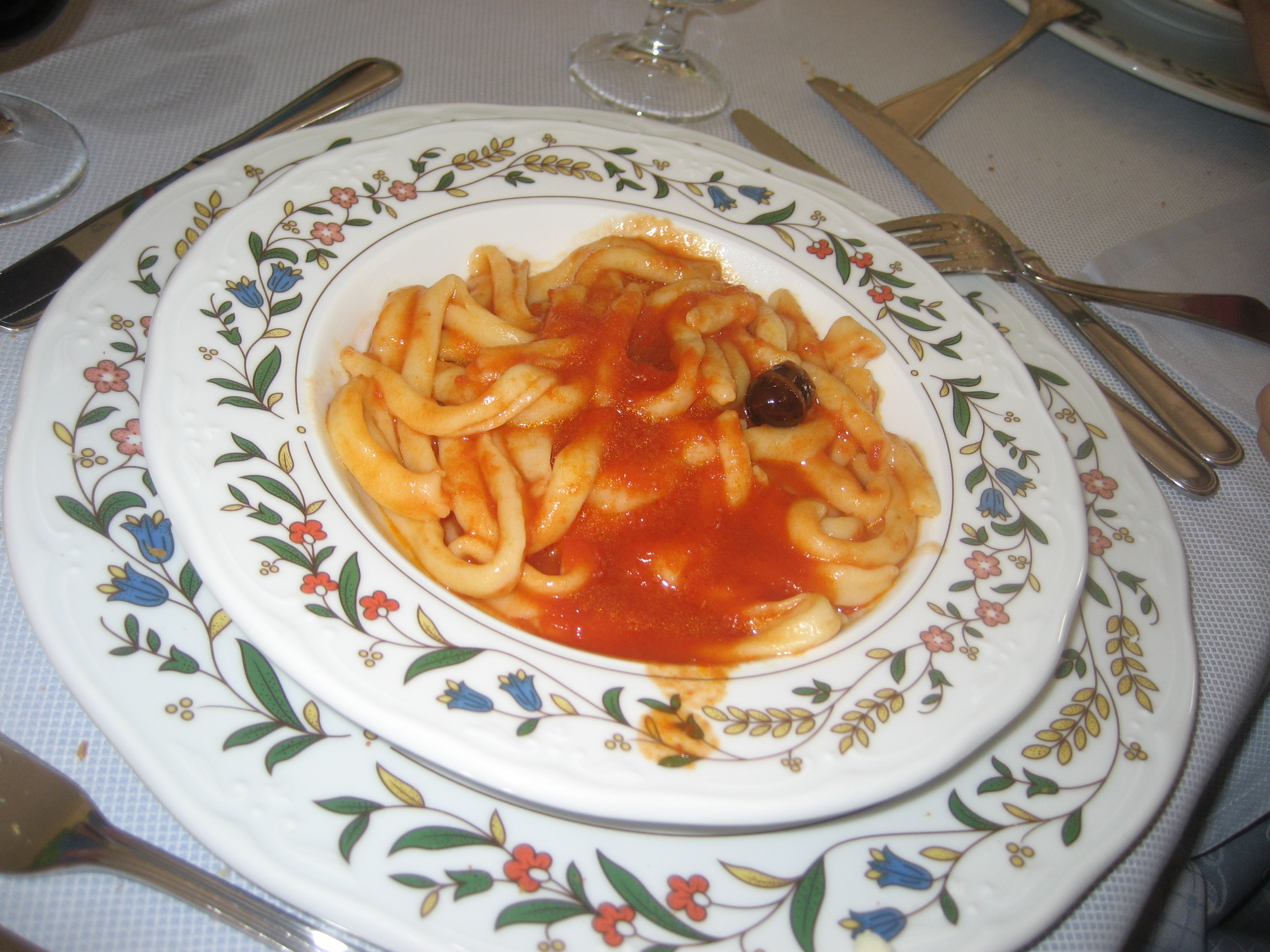
Scilatelle fatte in casa con le olive

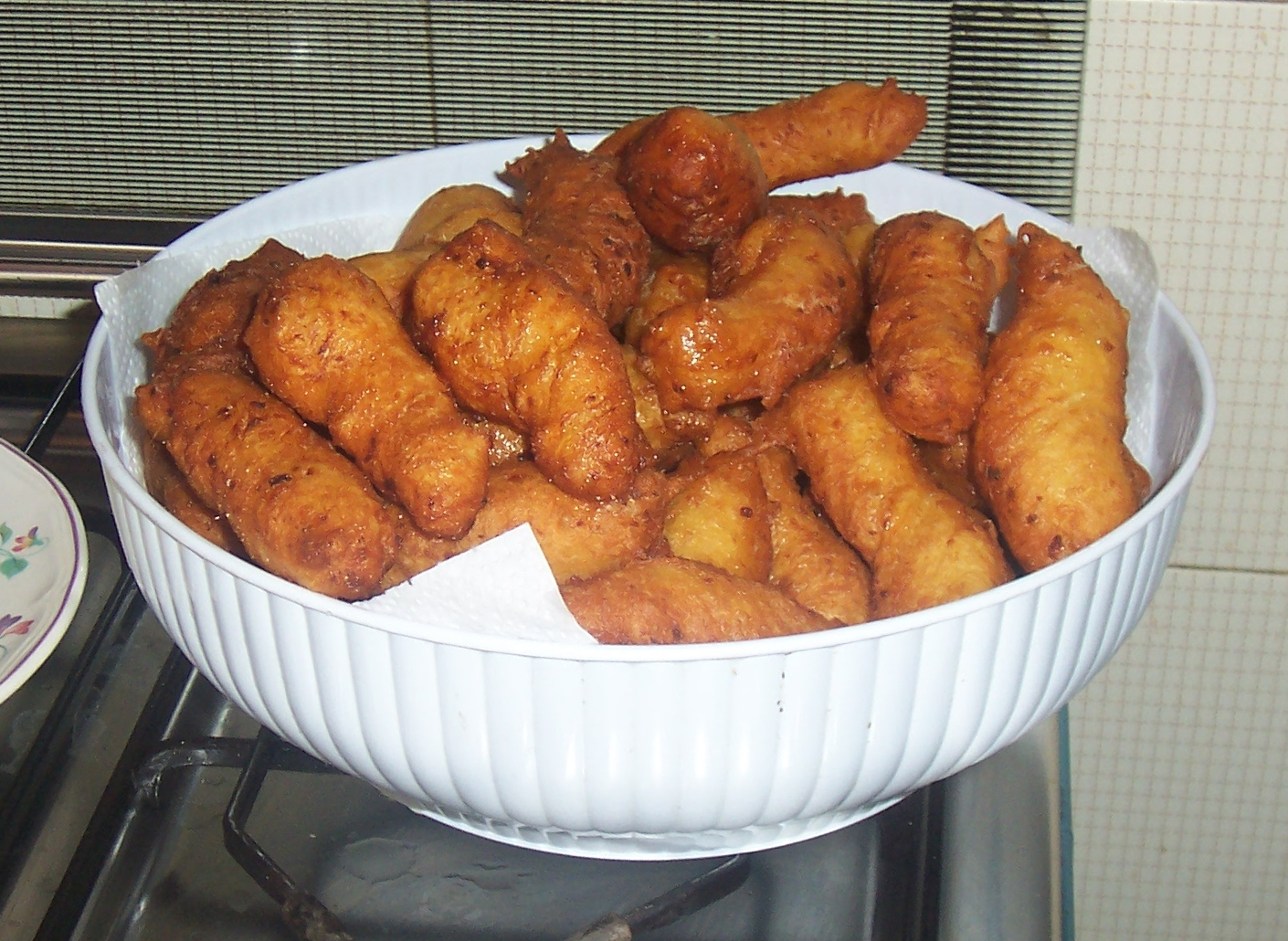
Zippuli (zeppole)

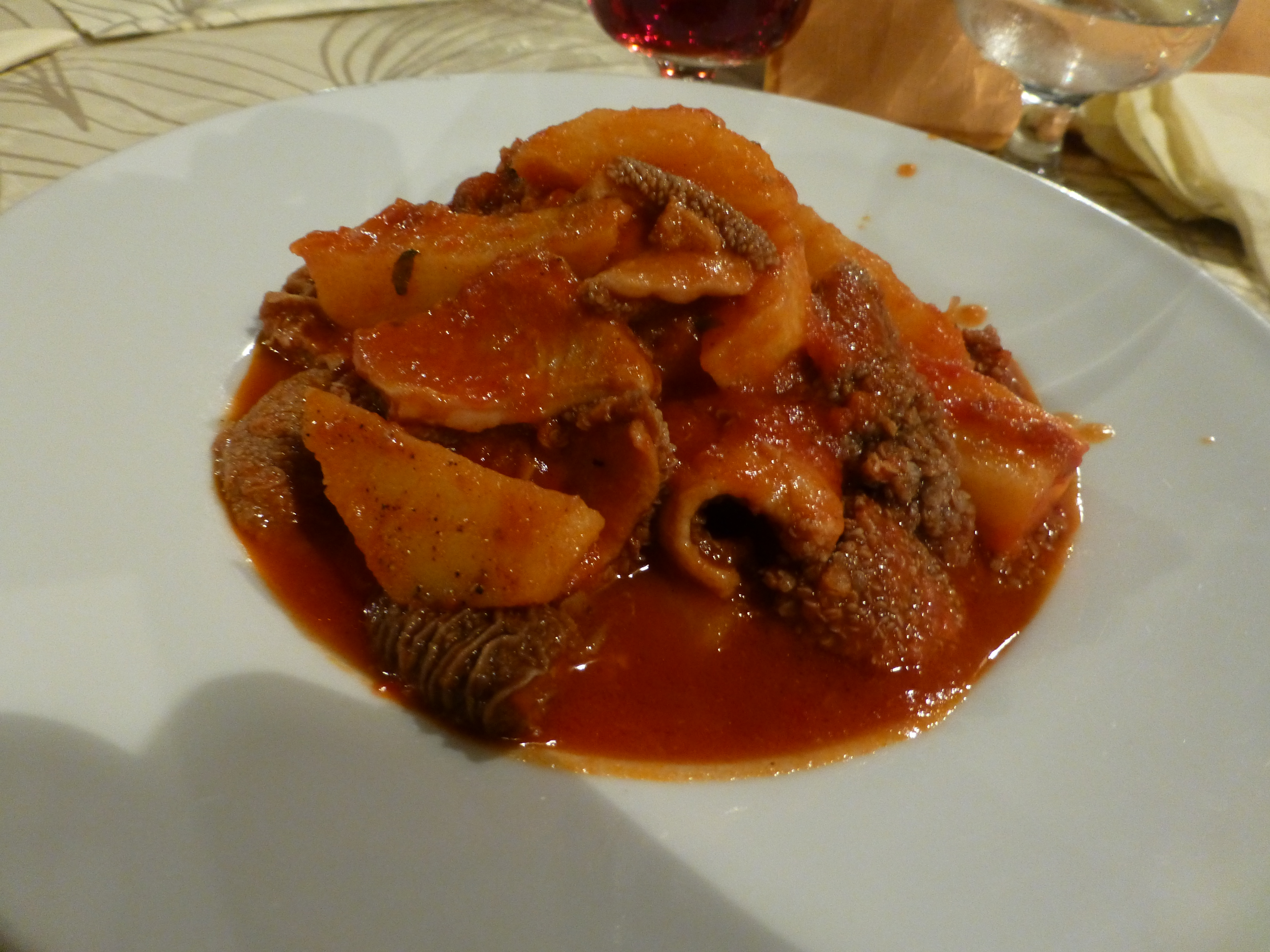
Trippa e patate a Bivongi

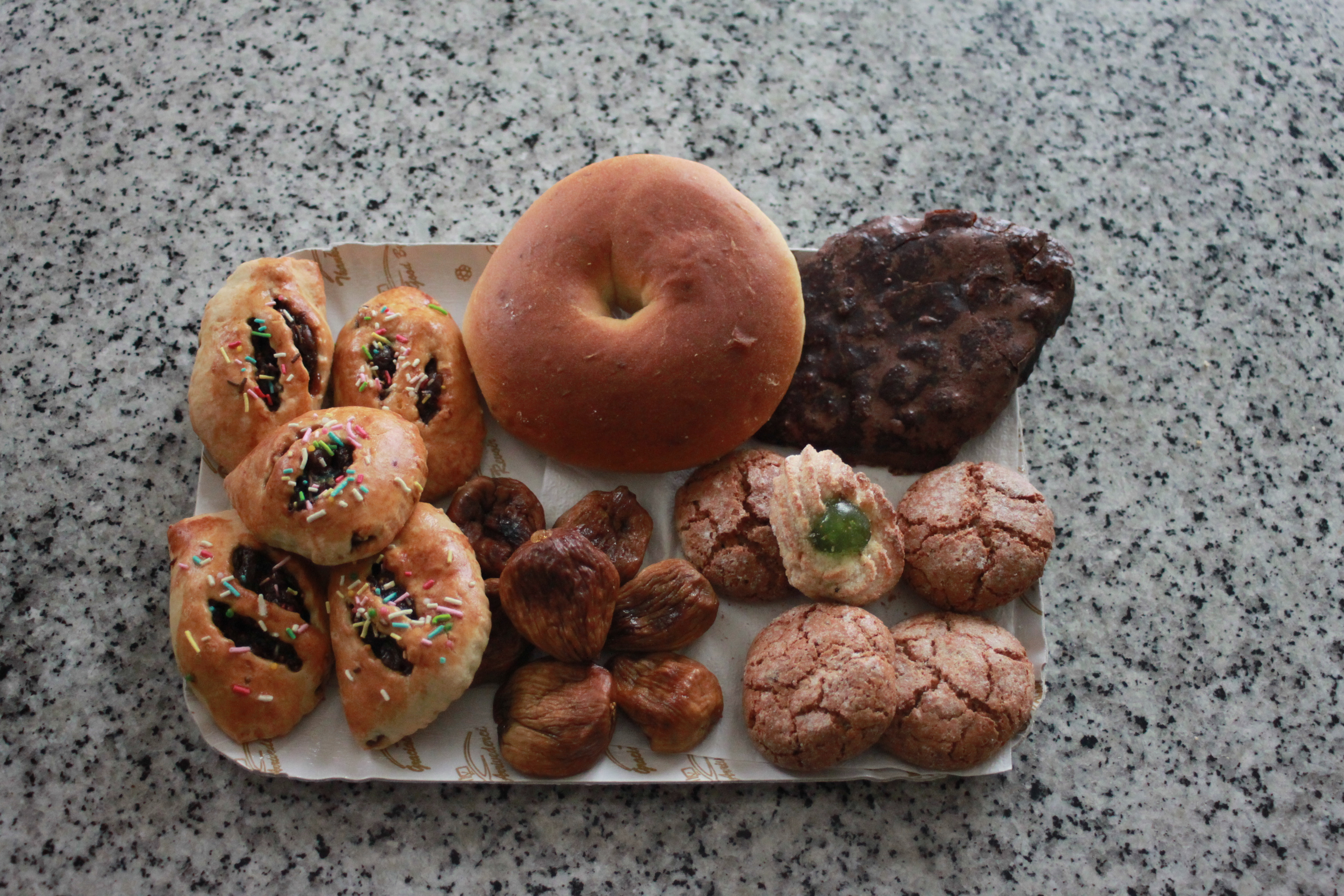
Dolci, biscotti e fichi secchi della Vallata dello Stilaro

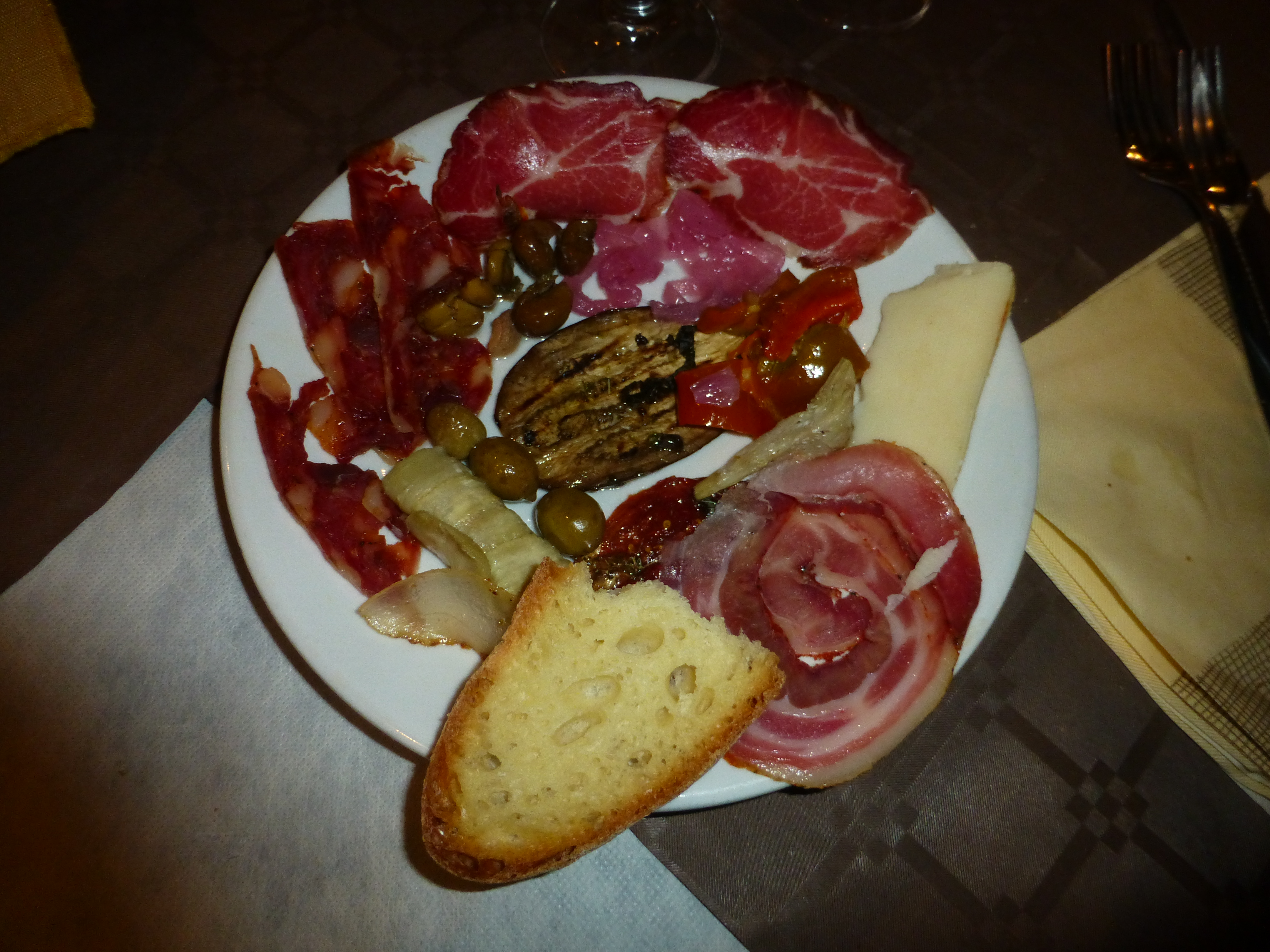
Antipasti di affettati olive e formaggi

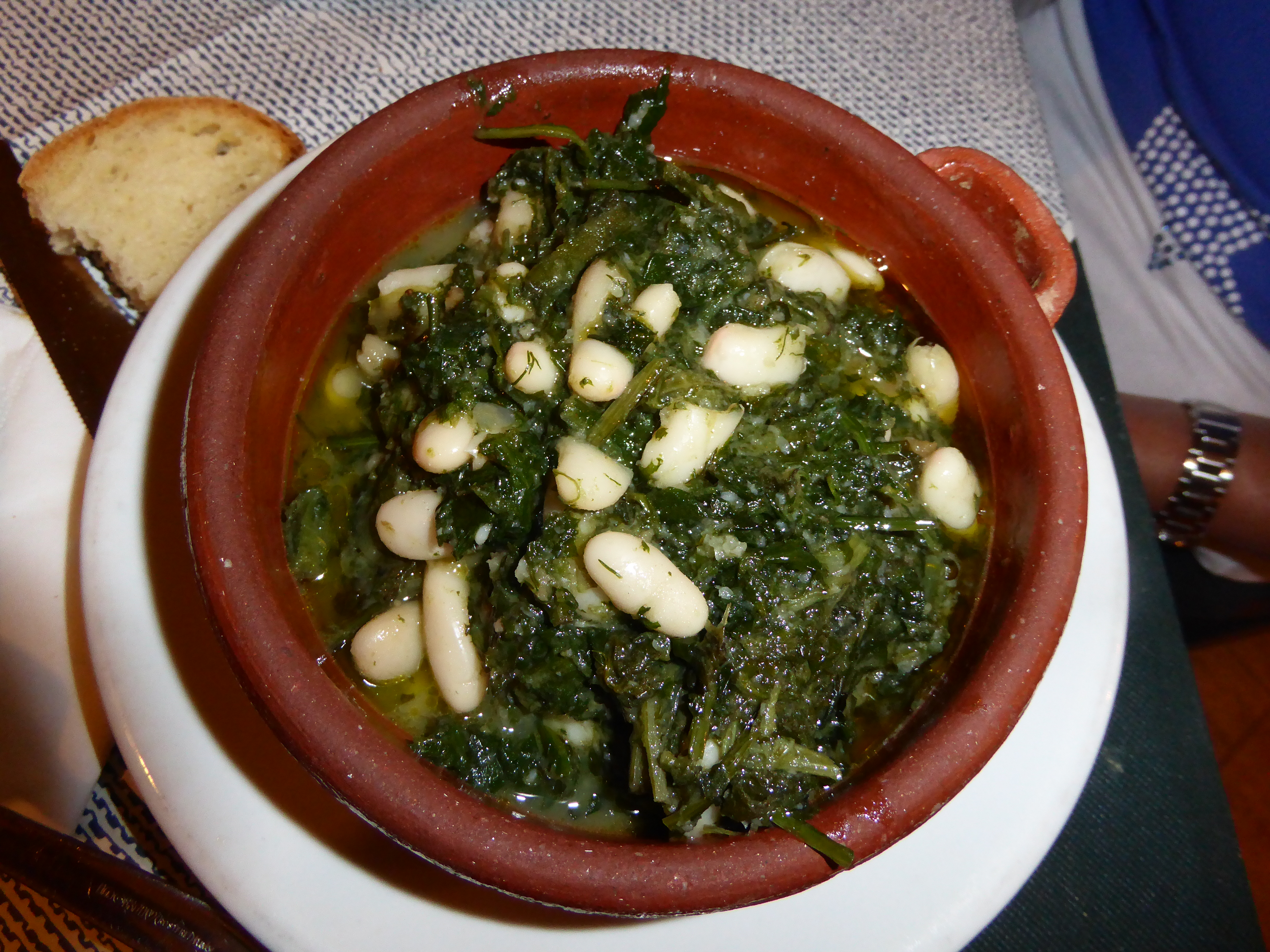
Finocchi e posa

La gastronomia dello Stilaro è caratteristica della regione Calabria, tipica di una vita contadina.
L'antipasto è a base di salami piccanti, soppressata, formaggio pecorino, ricotta di capra, olive snocciolate e in salamoia.
Il primo piatto è la cosiddetta Pasta e casa, scilatelle ai ferri (steli essiccati di ampelodesmo), fatte in casa e accompagnate da ragù con carne di capra, la parmigiana, la pasta e lambà (pasta con lumache) ma anche un piatto invernale come la trippa e patate.
Per secondi e contorni: Malangiani chjni (melanzane ripiene), melanzane fritte, braciole di melanzane, i pipi chini (peperoni ripieni), frittelle di fiori di zucca, scrajola cu posa (catalogna con fagioli), carne di cinghiale locale o maiale arrosto ("liciertu"), Frittuli, frascatuli (una sorta di polenta a base di farina di granoturchia) e da cui si ricavava la "ruschja" e fave spastidati. Una volta si cucinavano anche i ghiri, ora non più poiché è illegale la caccia ed il roditore è dal 2006 nella lista Rossa tra gli animali in maggior pericolo di estinzione nel territorio italiano.
Per il pesce si cucinava spesso il baccalà e lo stocco facile da conservare, ma anche aringhe, boghe (in dialetto: vuopi), le alici ed il biancomangiare oggi proibito.
Accompagnano i secondi il pane fatto in casa con farina di grano duro e la pitta.
Tra la frutta più consumata prodotta localmente: fichi, arance, pere, cachi, uva, prugne, ciliegie, pesche, albicocche, fichi d'india, nocciola, mandorle e noci.
I dolci sono composti da paste secche come gli amaretti, i mastazzola, le pignolate, la pitta di San Martino, la cicerata, i viscotta cu lavatu (biscotti con lievito madre), i biscotti all'uovo e per finire fichi secchi ripieni di noci.
La produzione di miele locale permette anche il consumo di miele di castagno, millefiori, arancio e sulla.
Piatti tipici delle giornate di festa sono la cuzzupa pasquale, i zippuli, la cicerata, i chjinuli e i laci a Natale, e baccalà e stocco alla vigilia, pasta e ceci a San Giuseppe, patrono della città.
La colazione una volta era a base di latte di capra e biscotti o uovo sbattuto con zucchero mentre la merenda prevedeva pane e olio d'oliva.
Per le bevande sono presenti il vino locale e i DOC di Bivongi Bianco, Rosso (normale, novello e riserva) e l'acqua delle vicine fonti della Vrisi e Mangiatorella.

## Sport

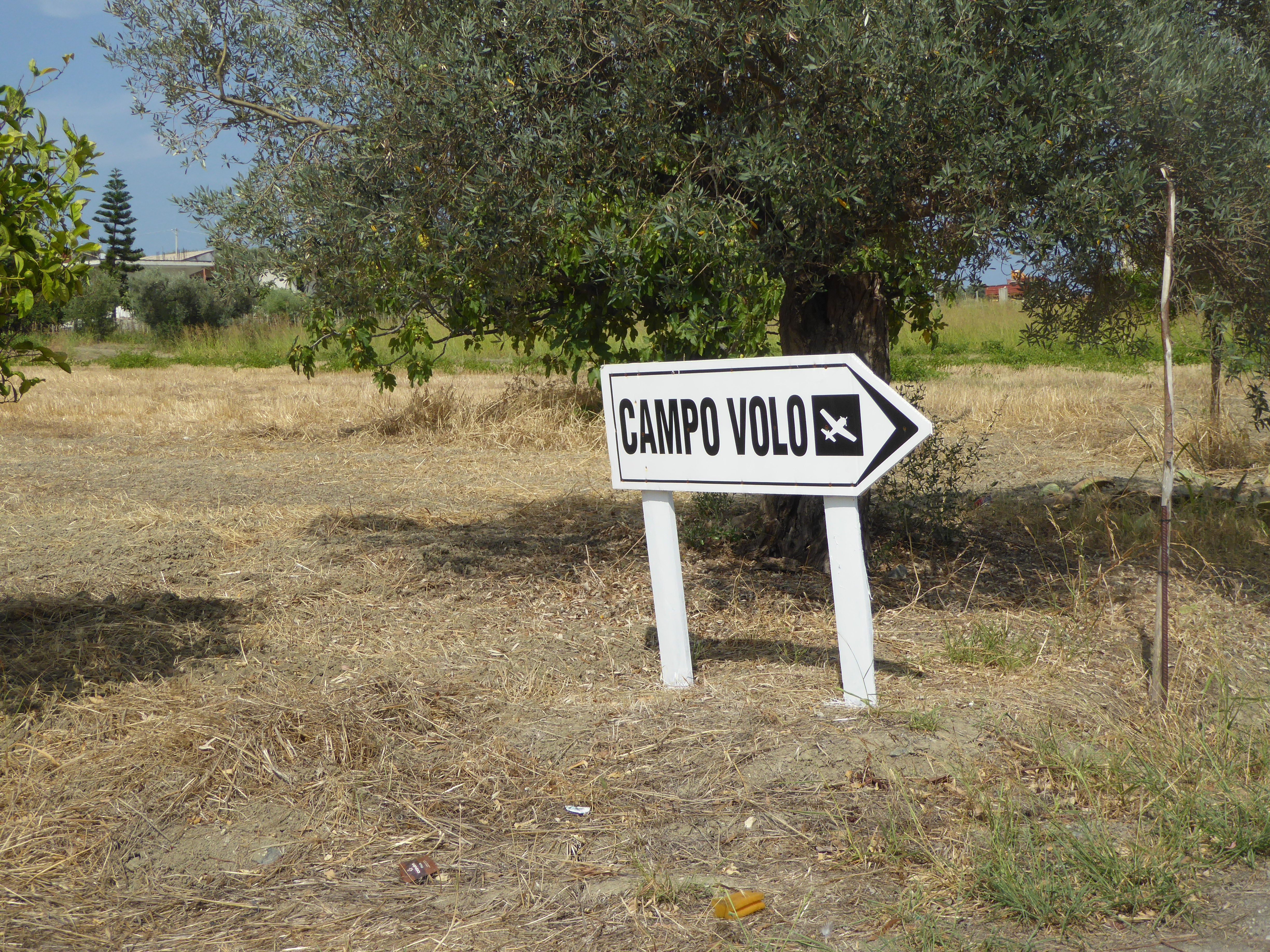
insegna del Campo volo "Ali dello Stilaro" (Caldarella - Stilo)

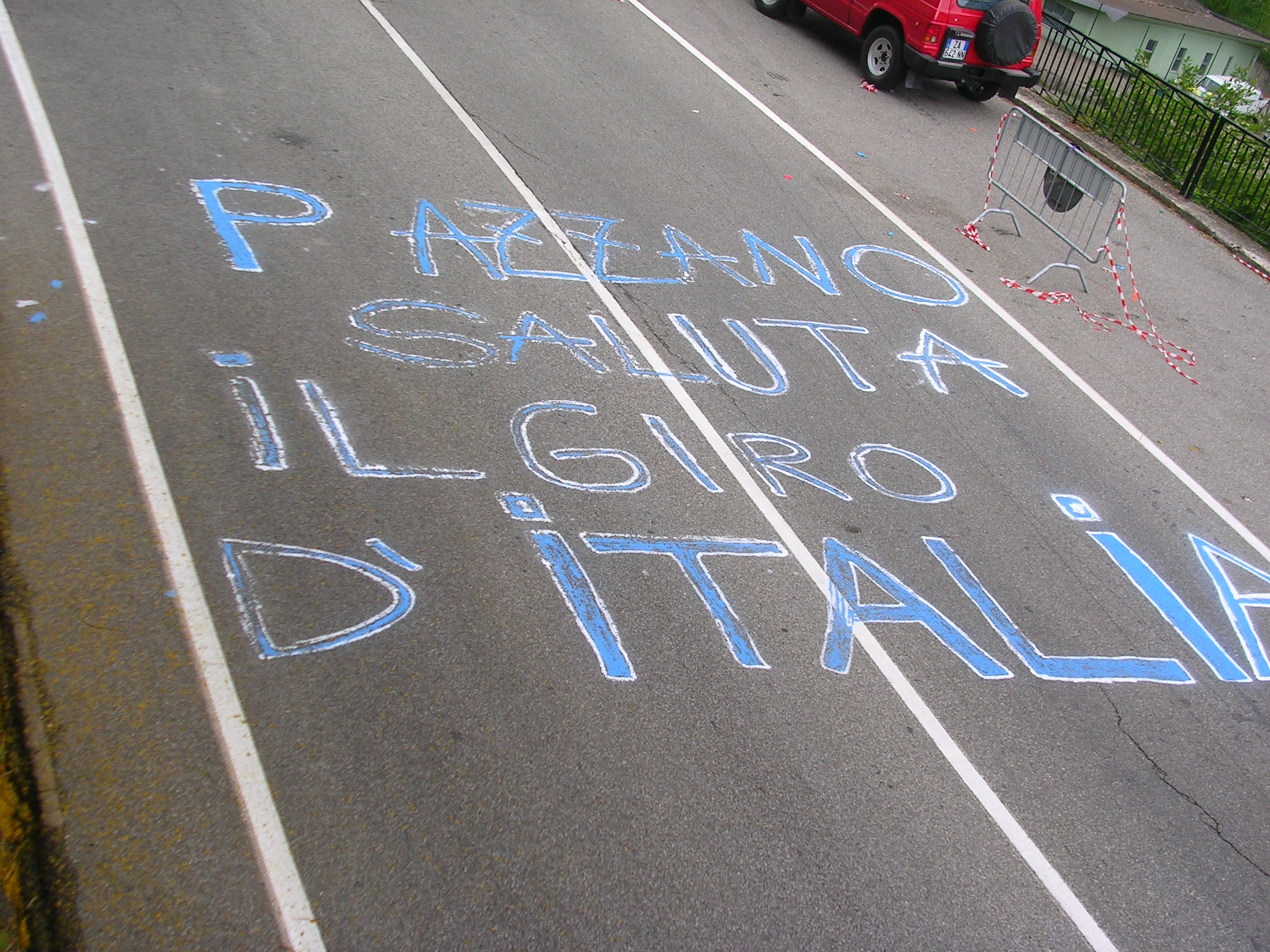
Il giro d'Italia a Pazzano nel 2008

Lo sport più diffuso è il calcio, a livello agonistico sono presenti: l'US Bivongi-Pazzano, e la Stilo-Monasterace in Promozione.
Le strade di campagna e i viottoli di montagna offrono la possibilità per numerosi percorsi di trekking, molti dei quali percorribili anche in bicicletta o a cavallo. Ad esempio il sentiero che da Pazzano porta all'Eremo di monte Stella, il sentiero che da Bivongi porta alla cascata del Marmarico e successivamente all'area di Ferdinandea (Stilo) e il sentiero panoramico che da Stilo porta sulla sommità del monte Consolino, ai piedi del castello Normanno, da cui è possibile ammirare la vallata.
Il sentiero del Brigante, percorso di 6 giorni che nasce in Aspromonte termina in una delle sue due diramazioni a Stilo e attraversa il Parco delle Serre costeggiando la cascata del Marmarico.
Il 13 maggio 2008, la vallata dello Stilaro è stata nel percorso della 4ª tappa del 91º Giro d'Italia di ciclismo Pizzo Calabro-Catanzaro Lido; dopo la salita del colle d'Arena, i corridori hanno affrontato il valico di Pietra Spada, poi i paesi di Pazzano e Stilo, poi dopo il ponte sul torrente Stilaro sono passati per il paese di Monasterace Marina.
A partire dal 2006 sulle pareti del Monte Consolino (versante stilese) sono state attrezzate oltre 100 vie per l'arrampicata sportiva con livelli di difficoltà da 4a al 9a.
Da giugno 2017 è attivo il campo volo "Ali dello Stilaro" in località "Caldarella" a Stilo.